# ألاسكا
ألاسكا (بالإنجليزية: Alaska) هي إحدى ولايات إقليم المحيط الهادي والذي يضم بالإضافة إلى ألاسكا عدد أربع ولايات هي ولاية واشنطن، ولاية أوريجون، ولاية كاليفورنيا، وهاواي. وتعد ألاسكا أكبر ولاية في الولايات المتحدة الأمريكية وتوازي مساحتها خُمس بقية الولايات، وأكثر من ضعف مساحة تكساس بقليل. حيث تبلغ مساحتها 1,518,776 كيلومتر مربع لكن حجمها الكبير يقابله تعداد سكاني ضئيل نسبيًا مقارنةً بالولايات الأخرى ففي تعداد السكان لعام 1990 كانت ألاسكا في المرتبة 49 من حيث عدد السكان في الولايات الأمريكية، وفقط ولاية وايومنغ كانت أقل منها سكانًا، في إحصاء عام 1980 كان عدد السكان 400,481 وفي إحصاء عام 2000 بلغ عدد سكان الولاية 626,932 نسمة، تتميز ألاسكا أنها ولاية منفصلة عن بقية أراضي الولايات المتحدة، فهي تقع شمال غرب كندا، ويفصلها عن ولاية واشنطن 500 ميل (800 كيلومتر) من الأراضي الكندية. اشترتها الولايات المتحدة من روسيا القيصرية سنة 1867 م بسبعة ملايين ومائتي ألف دولار وتم اعتمادها رسميا كولاية في 3 يناير 1959 حيث كان ترتيبها 49 في عدد الولايات آنذاك، لذلك غالبًا ما يطلق سكان ألاسكا على باقي الولايات بال48 السفلى. يعتقد أن كلمة ألاسكا نحتت من كلمة إلياسكا Alyeska، بمعنى الأرض الأكبر أو الأرض الأم في لغة شعب الألويت الإسكيمو.
تحد ألاسكا المقاطعتان الكنديتان يوكون وكولومبيا البريطانية من الشرق، خليج ألاسكا والمحيط الهادي من الجنوب، بحر بيرنغ، مضيق بيرنغ، وبحر تشوكشي من الغرب، المحيط المتجمد الشمالي وبحر بيوفورت من الشمال. جونو هي عاصمة ألاسكا، وآنكوريج هي أكبر مدينة فيها من حيث تعداد السكان. مدن سيتكا، جونو، وأنكوريج بالترتيب هي أكبر مدن الولايات المتحدة الأمريكية من حيث المساحة.
أقصى نقطة في غرب ألاسكا تبعد عن الحدود الروسية 51 ميل (82 كيلومتر) فقط. أما جزيرة دايوميد الصغرى التابعة لألاسكا وتقع في بحر بيرنغ فهي فقط تبعد ميلين ونصف (4 كيلومتر) عن جزيرة دايوميد الكبرى والتي تتبع روسيا إدارياً. وبذلك تكون هاتان النقطتان أقرب ملتقى بين أمريكا الشمالية وآسيا.

## الجغرافيا
تملك ألاسكا خطًا ساحليًا أطول من الخطوط الساحلية لكل الولايات الأمريكية الأخرى مجتمعة. وهي الولاية الأمريكية الوحيدة غيرُ المتصلةِ بباقي الولاياتِ المتحدة في قارة أمريكا الشمالية لأن حوالي 500 كم من كولومبيا البريطانية (كندا) تفصلُ ولاية ألاسكا عن ولاية واشنطن. لذلك فإن ألاسكا هي ولاية تابعةٌ للولايات المتحدة مع أنها غير متصلة بها (أي أنها إقليم أوتوكلاف)، فهي من الناحية التقنية جزءٌ من القارة الأميركية، ولكنها ليست مُدرجةً في الاستخدام الجغرافي العام في أغلب الأحيان، إذن فألاسكا ليست جزءا من «الولايات المتحدة المتصلة»، والتي غالبا ما يطلق عليها الولاياتُ «التاسعة وأربعون الأدنى». مدينةُ جونو هي عاصمةُ الولاية، وتقعُ على البر الرئيسي لقارة أمريكا الشمالية، لكنها ليست متصلةً بريًا بباقى شبكةِ الطرق الرئيسية في أمريكا الشمالية.
الولاية محدودة ٌمن الشرق بإقليم يوكون وكولومبيا البريطانية (و اللتان هما منطقتان في كندا)، ومحدودةٌ من الجنوب بخليج ألاسكا والمحيط الهاديء، ومن الغرب ببحر بيرنغ ومضيق بيرنغ وبحر شاكشي، ومن الشمال بالمحيط المتجمد الشمالي. مياهُ آلاسكا الإقليمية على اتصالٍ مع المياه الإقليمية الروسية عن طريق مضيق بيرينغ، حيث المسافة بين الجزر الروسية والجزر الألاسكية صغيرة. ولأن الولايةَ تمتدُ في نصف الكرة الأرضية الشرقي، فهي تُمثل حرفيًا الناحية الأقصى شرقًا والأقصى غربًا للولايات المتحدة، كما أنها أيضًا الناحية الأقصى شمالًا.

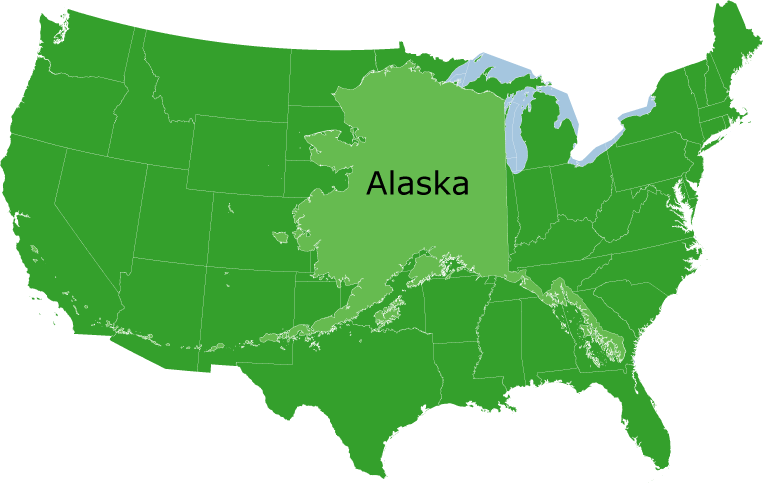
حجم ألاسكا مقارنة بالولايات المتحدة الأمريكية

ألاسكا هي أكبر الولايات المتحدة من حيثُ مساحة الأرض، فمساحتها حوالي 586,412 ميل مربع (1,518,800 كـم2)، فهي أكبر بكثير من ولاية تكساس، والتي هي ثاني أكبر ولاية أمريكية، وقد حدد الجيولوجيون ألاسكا كجزء من منطقة رانجيليا وهي منطقةٌ كبيرةٌ تتكون من العديد من الولايات والمقاطعات الكندية في شمال غرب المحيط الهادئ، وهي خاضعةٌ لشكل ٍ نشط ٍ من البناء القاري. ألاسكا أكبر حجمًا من كل دول العالم ذات السيادة ما عدا ثمانية عشرة دولة.
لو أخذنا المياه الإقليمية في الحسبان، فإن ألاسكا أكبرُ من مجموع مساحة أكبرُ ثلاثةِ ولاياتٍ تليها في المساحة: ولايةٌ تكساس، ولاية كاليفورنيا، ولاية مونتانا، كما أنها أكبر من مجموع مساحة أصغر 22 ولايةً أمريكية.

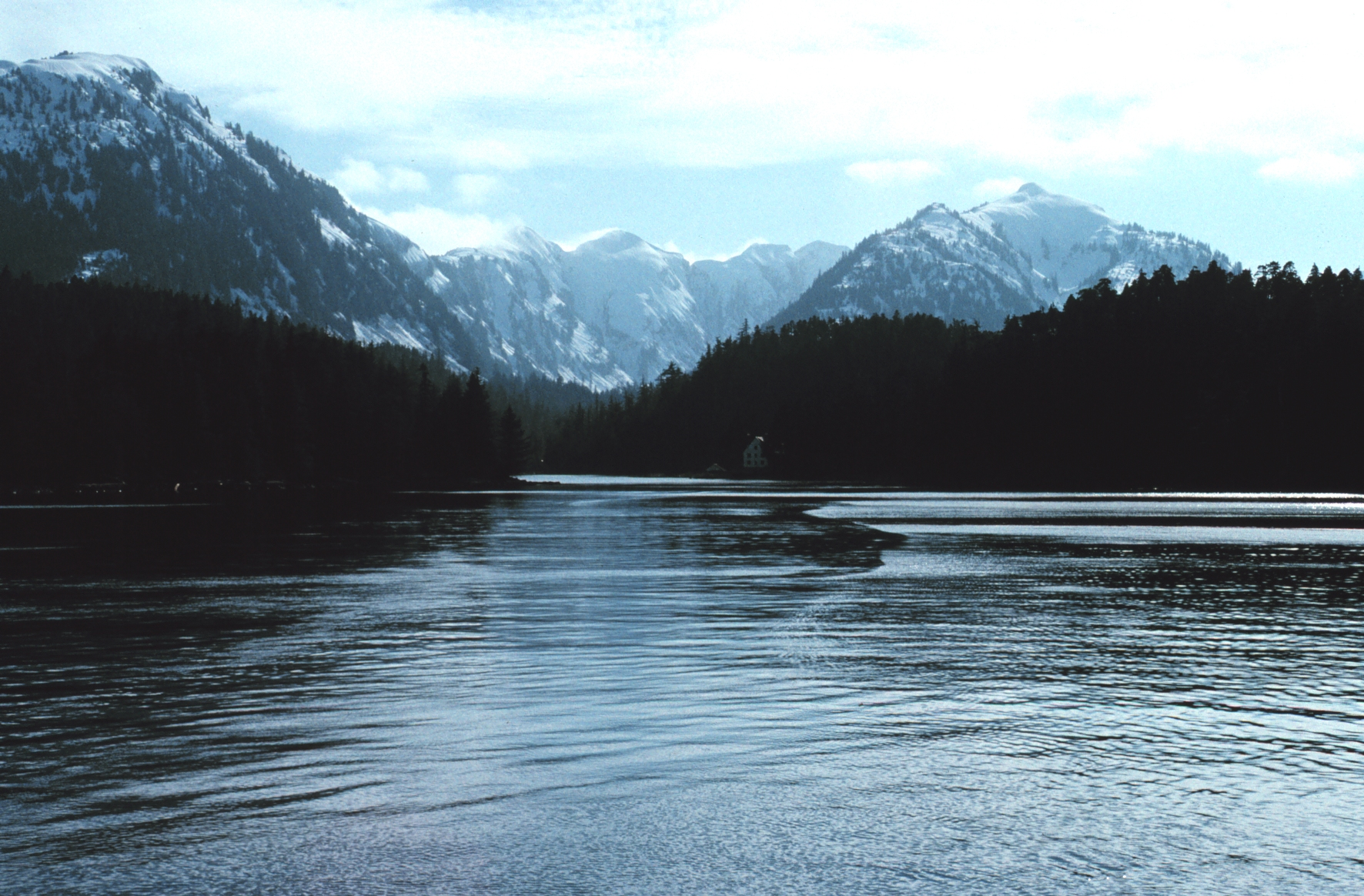
بالقرب من ميناء ليتل والتر في جنوب ألاسكا

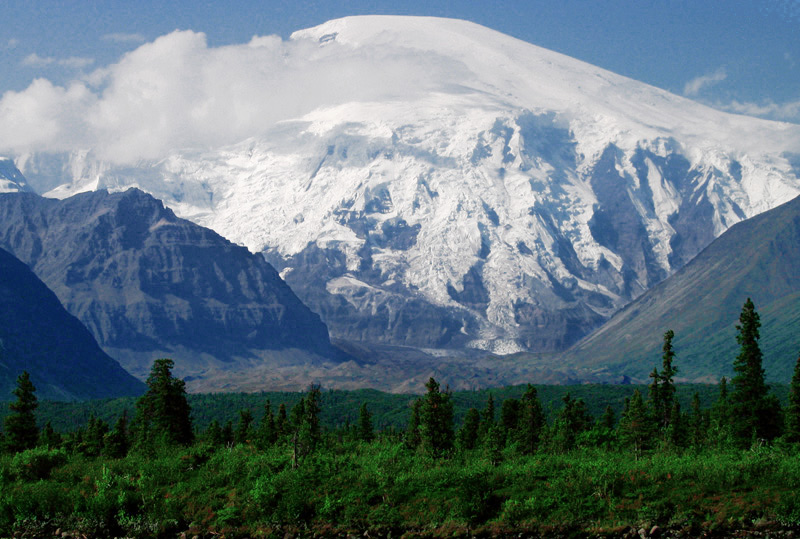
جبل سانفورد في جبال Wrangell

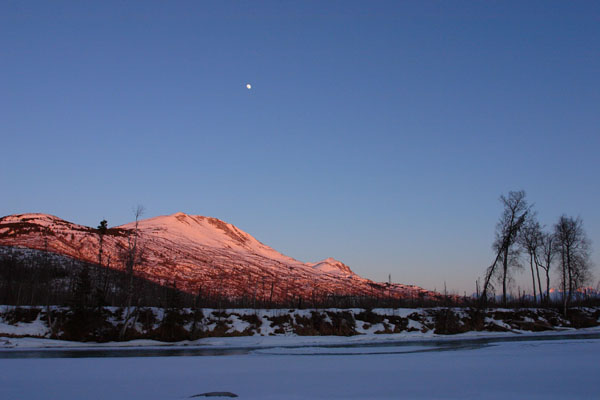
نهر Kenai على شبه جزيرة Kenai

أحد المخططات لوصف الولاية جغرافيًا هو وصف المناطق فيها:
- جنوب وسط ألاسكا هي المنطقة الساحلية الجنوبية، وفيها القسمُ الأكبر من سكان الولاية. وتقع مدينة أنكوريج (و التي تعني حرفيا: المرسى) في هذه المنطقة، كما العديد من المدن المتنامية، مثل مدينة إيجلريفر (حرفيا: نهر النسر)، ومدينة بالمر، ومدينة وازيلا. تـُـمثل المنشآت الصناعية النفطية وقطاعات النقل والسياحة ووجود قاعدتين عسكريتين في هذه المنطقة النواة َالأساسيةَ لاقتصادِ هذه المدينة.
- منطقة يد مقلاة ألاسكا (Alaskan Panhandle)، وهي جنوب شرق ولاية ألاسكا، وتضم العديد من المدن الكبيرة بما في ذلك جونو عاصمة الولاية، كما تضم مستندات مياه المد الجليدية، والجزر والقنوات الكثيرة الموجودة في أرخبيل الكسندر. وتحوي هذه المنطقةُ مساحة ً واسعةً من الغابات. يعتمد الثبات الاقتصادي في الولاية على السياحة وصيد الأسماك وإدارة الغابات كما يعتمد على إدارة الولاية نفسها.
- تتكون منطقة جنوب غرب ألاسكا من السواحل إلى حد كبير، ويحدها كلٌ من المحيط الهاديء وبحر بيرينغ. وهي منطقة ٌ ذات كثافةٍ سكانيةٍ ضئيلة، كما أنها غيرُ موصولةٍ إلى شبكة الطرق، ولكنها مع ذلك منطقة مهمة جدًا لقطاع صيد الأسماك، فيأتي نصف مجموع الأسماك التي يتم صيدها في الولايات المتحدة من بحر بيرينغ، ويملك خليج بريستول أكبر شركةٍ في العالم لتربية سمك السلمون الأحمر. تشمل منطقة جنوب غرب ألاسكا منطقة قاطماي وجزيرة كودياك، كما أن فيها محمية ألاسكا البحرية الوطنية للحياة الفطرية. وتضم المنطقة الغربيةُ فتحةَ كوك، وخليجَ بريستول بمستجمعات المياه فيه، بالإضافة إلى شبه جزيرة ألاسكا وجزر ألوشيان. من المعروف عن هذه المنطقة أمطارُها وطقسُها العاصف، ومناظر التوندرا الطبيعية فيها، والأعدادُ الكبيرة ُمن أسماك السلمون والدببة البنية والوعل والطيور والثدييات البحرية. وما عدا الجزء الشمالي من شبه جزيرة ألاسكا، فإن جنوب غرب ألاسكا منطقة ٌ تخلو من الأشجار تقريبا، نظرا لشدة الرياح الشبه مستمرة طوال العام.
- ألاسكا الداخلية هي موطن فيربانكس، تتميز جغرافياتها بالأنهار المُضَفَرة الكبيرة، مثل نهر يوكون ونهر كاسكوكويم، وأراضي التوندرا والشواطئ القطبية الشمالية. ألاسكا الداخلية هي أيضا موطن أعلى قمة في قارة أمريكا الشمالية وهي قمة جبل ماكينلي (المعروف أيضا باسم دينالي).
- منطقة بوش ألاسكا هي المنطقة النائية والأقل ازدحاما في الولاية، وتشمل 380 قرية ومدينة صغيرة مثل مدينة نوم ومدينة بيثيل ومدينة كوتزيبو. أشهر هذه المدن مدينة بارو، وهي المدينة الأقصى شمالا في الولايات المتحدة والأقصى شمالا على أرض ٍمتماسة مع قارة أمريكا الشمالية (فمدن جرينلاند، والأقاليم الشمالية الغربية، ومدينة نونافوت كلها أبعد شمالا ولكنها تقع على جزر غير متماسة مع القارة).

تهيمن محمية ألاسكا البحرية الوطنية للحياة الفطرية على الركن الشمالى الشرقي من ولاية ألاسكا، والتي تغطي أكثر من 70 ألف كم مربع.و يغطي احتياطي البترول الوطني جزءا كبيرا من شمال غرب ألاسكا، الذي هو نحو 90 ألف كم مربع. يعتبر القطب الشمالي أنأى بريات ألاسكا. فيبتعد موقع الاحتياطي الوطني للنفط في ألاسكا 190 كم عن أي مدينة أو قرية، ولذلك فهو النقطة الجغرافية الأخلى من السكان الدائمين على البر الرئيسى للولايات المتحدة. جزر الفئران هي جزر في غرب المنطقة الألوشية على مسافة أكثر من 320 كم من المستوطنتين الصغيرتين «أتو» و«أداك»، ولذلك فمنطقة جزر الفئران ربما تكون أكثر الأماكن وحدة في الولايات المتحدة أيضا. وقد فجرت الولايات المتحدة قنبلة نووية تحت الأرض هنا في عام 1971، على جزيرة أميتشكا.
تمتلك ألاسكا عددا لا يحصى من الجزر، والذي يجعل لها ما يزيد عن 50 ألف كم من الخطوط الساحلية. فسلسلة جزر ألوشيان تمتد غربا من الطرف الجنوبي لشبه جزيرة ألاسكا. ويوجد بهذه الجزر الكثير من البراكين النشطة.فعلى سبيل المثال، جزيرة «يونيماك» هي موطن جبل «شيشالدين»، وهو بركانٌ يلتهبُ أحيانا مقرُهُ 3000 مترا فوق شمال المحيط الهادئ. هذا البركان هو من أكثر البراكين مثالية ً مخروطيةً على الأرض، فمخروطيته تفوق مثالية ما عليه جبل فوجي في اليابان. تمتد هذه السلسلة من البراكين إلى جبل سبار غرب مدينة أنكوريج على البر الرئيسي. فألاسكا تمتلك براكين أكثر من أي من الولايات الأمريكية الأخرى الخمسين.
يحدث واحدٌ من أكبر تحركات المد والجزر في العالم في ذراع تيرناجين، وهو إلى الجنوب من مدينة أنكوريج مباشرة—فيمكن أن تكون الاختلافات في المد والجزر فيه أكثر من 10 أمتار.(وتقول مصادر عديدة أن تيرناجين لديها ثاني أكبر مد في أمريكا الشمالية، ولكن العديد من المناطق في كندا لديها تحركاتٌ أكبرُ من المد والجزر).
لدى ألاسكا أكثر من ثلاثة ملايين بحيرة. ويغطي البيرمافروست (التربة التي تصل حرارتها للصفر المئوي أو 32 درجة على مقياس فهرنهايت) الأراضي الرطبة وأراضي المستنقعات، على مساحة ما يقارب 500 ألف كم مربع (ومعظمها في شمال وغرب وجنوب غرب الأرض المسطحة). أما المياه المجمدة فهي على شكل أنهار جليدية، وتغطي نحو أربعين ألف كم مربع من الأرض وثلاثة ألاف كم مربع من مناطق المد والجزر. يقع مجمع بيرنغ الجليدى بالقرب من الحدود الجنوبية الشرقية مع منطقة يوكون في كندا، ويشمل حوالي ستة ألاف كم مربع وحده. بامتلاكها أكثر من 100 ألف نهر جليدي، تمتلك ألاسكا نصف الأنهار الجليدية في العالم.
يهرول خط التاريخ الدولي غربا إلى ال180 درجة للحفاظ على الولاية وقارة أمريكا الشمالية بأسرها في إطار نفس اليوم القانوني.

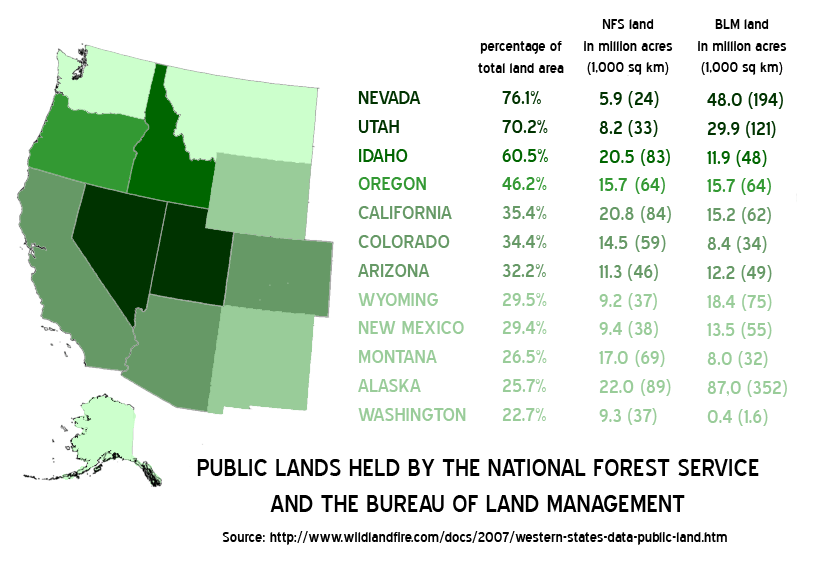
ألاسكا أكثر فدان من الأراضي العامة التي تملكها الحكومة الفيدرالية من أي دولة أخرى. [33

وفقا لتقرير ٍمن مكتب الولايات المتحدة لإدارة الأراضي في تشرين الأول / أكتوبر 1999، تملك حكومة الولايات المتحدة الاتحادية حوالي 65 ٪ من ألاسكا وتديرها كأملاك عامة، بما في ذلك العديد من الغابات والمنتزهات الوطنية، ومحميات الحياة الفطرية الوطنية. ويدير مكتب إدارة الأراضي 87 مليون فدان (350,000 كيلومتر مربع) من هذه الأراضي، أو 23.8 ٪ من الولاية. كما تدير «خدمة الولايات المتحدة للأسماك والأحياء البرية» عمل «اللجنة الوطنية القطبية للحياة الفطرية». وهي أكبر محمية للحياة البرية في العالم، حيث تقع على مساحة 65 كم مربع.
تملك ولاية ألاسكا 410 ألف كم مربع مما تبقى من مساحة الأرض، أما ال180 ألف كم مربع أخرى فهي مملوكة لإثني عشر مؤسسة إقليمية وعشرات الشركات المحلية التي أنشئت في إطار قانون تسوية مطالبات سكان ألاسكا الأصليين. وهكذا، وبطريقة غير مباشرة، تم تمليك 84000 من سكان ألاسكا الإسكيمو والأليوشيون والهنود الحمر تــُـسعَ مساحة الولاية. وتمتلك عدة جهات خاصة ما تبقى من الأرض، ويبلغ ذلك نحو واحد في المئة من الولاية.
قالب:Ussm
تنقسم ألاسكا إداريا إلى أقاليم إدارية بدلا من مقاطعات أو دوائر. وتقوم هذه الأقاليم بالمهمة نفسها، ولكن في حين تستخدم بعذ الولايات ثلاثة مستويات تـُـمَكنُ اللامركزية في نظام الإدارة (الولاية - المقاطعة - مجلس المدينة)، فإن ألاسكا تستخدم مستويين فقط وهما الولاية - الإقليم الإداري. ونظرا لانخفاض الكثافة السكانية فإن معظم الأراضي تقع في الإقليم غير المنظم والذي، كما يوحي الاسم، ليس لديه إدارة خاصة به، ولكنه يدار مباشرة من قبل حكومة الولاية. حاليا وفق تعداد عام 2000 (57.71 ٪ من ألاسكا في هذا الإقليم غير المنظم بعد) ويقطن فيه 13.05 ٪ من عدد السكان. ولخدمة الأغراض الإحصائية، قام مكتب تعداد الولايات المتحدة بتقسيم هذا الإقليم إلى مناطق تعداد. دمجت مدينة أنكوريج إدارة المدينة مع حكومة «إقليم منطقة أنكوريج الكبرى» في عام 1975 لتشكيل بلدية أنكوريج، والتي تحتوي على المدينة ومجتمعات مدن إيجلريفر وشوجياك، بيترز كريك، جيردوود، وبيرد، وانديان. تملك مدينة فيربانكس إقليما منفصلا (نورث ستار فيربانكس بورو) أو إقليم فيربانكس نورث ستار، كما تملك بلدية منفصلة هي بلدية مدينة فيربانكس.

### المناخ
المناخ في مدينة جونو وفي جنوب شرق «يد المقلاة» هو مناخ يتناسب مع متوسط خطوط العرض والمناخ المحيطي (نسبة للمحيطات). تصنيف المناخ هو كوبين Cfb في الأجزاء الجنوبية وكوبين Cfc في الأجزاء الشمالية. وعلى أساس ٍسنوي، فإن يد المقلاة هي المنطقة الأكثر بللاً وحرارة ً في ولاية ألاسكا مع اعتدال درجات حرارتها في فصل الشتاء وارتفاع معدل هطول الأمطار فيها على مدار السنة. يصل جانيو في المتوسط ما يزيد على 50 بوصة من الأمطار سنويا، في حين أن مناطق أخرى قد تحصل على أكثر من 275 بوصة سنويا. وهذه أيضا هي المنطقةُ الوحيدةُ في ألاسكا التي يبلغ متوسط درجة الحرارة القصوى نهارا فيها ما يفوق درجة التجمد خلال أشهر الشتاء.
مناخ مدينة أنكوريج وجنوب وسط ألاسكا هو مناخ متوسط بالنسبة لمعايير المناخ في ألاسكا وذلك لقرب المنطقة من ساحل البحر. وفي حين أن المنطقة تتلقى قدرا أقل من المطر مما يحصل في جنوب شرق ولاية ألاسكا، ولكنها تحصل على قدر أكبر من الثلوج، وتميل أيامها أن تكون أكثر صفاءً. وفي المتوسط، تتلقى مدينة أنكوريج 16 بوصة من الأمطار سنويا، ونحو 75 بوصة من الثلوج، على الرغم من وجود مناطق في جنوب المنطقة المركزية تتلقى قدرا أكبر بكثير من الثلوج. المناخ دون الشبه بمناخ القطب الشمالي (مقياس كوبين Dfc) نظرا إلى صيفها البارد القصير.

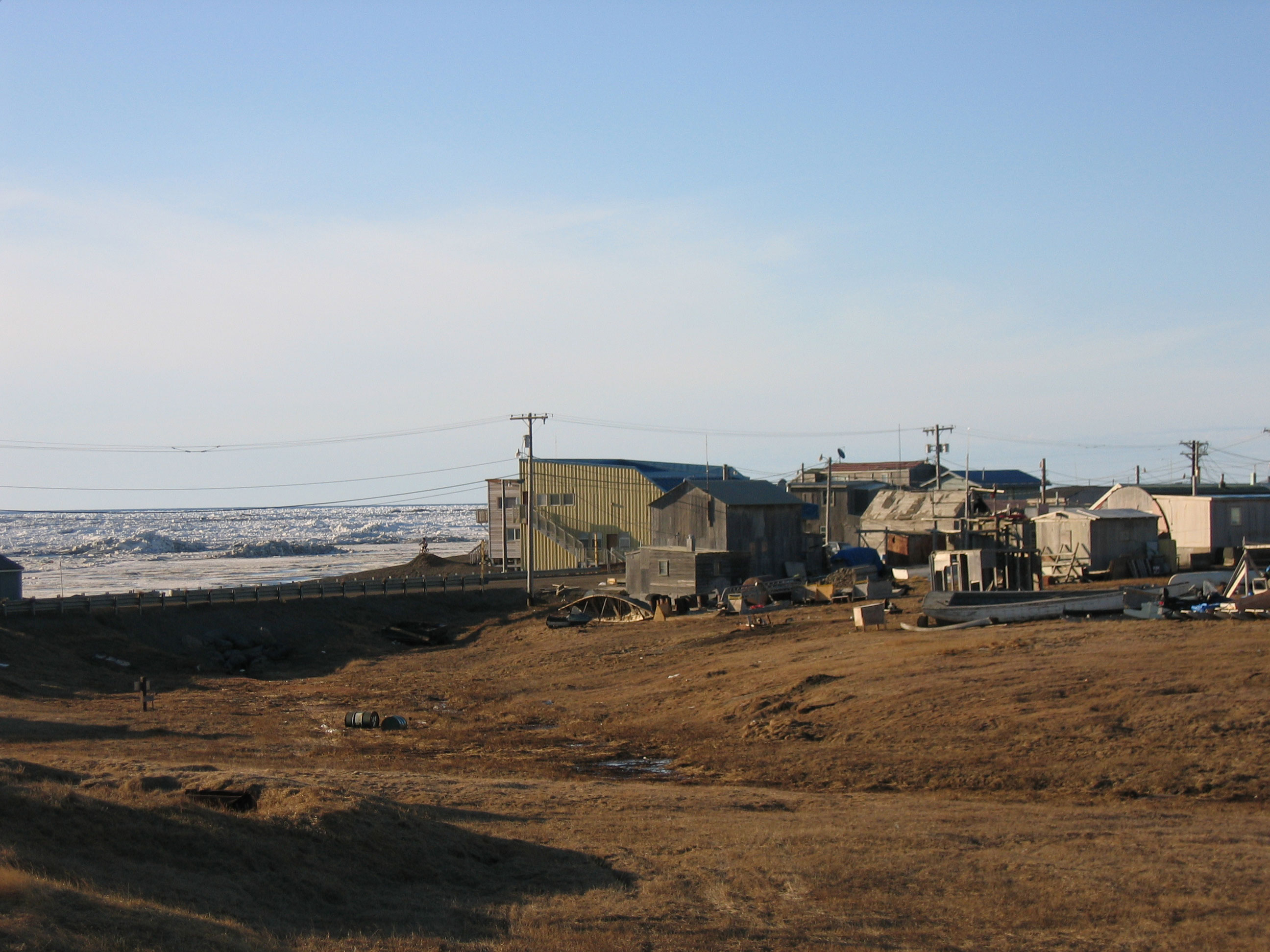
بارو، وألاسكا هي مدينة في شمال الولايات المتحدة

مناخ ألاسكا الغربية ينبني في جزءٍ كبير ٍمنه على بحر بيرينغ وخليج ألاسكا. وهو مناخ ٌدونَ الشبهِ بالقطب الشمالي ومُحيطي في الجنوب الغربي، ومناخٌ دون الشبه بالقطب الشمالي وقاري عندما نبتعد إلى الشمال. درجة الحرارة معتدلة نوعا ما بالرغم من وجود المنطقة شمالا. هذه المنطقة بقدر كبير من التنوع في تهطال الأمطار. الجانب الشمالي من شبه جزيرة سيوارد عبارة عن صحراء فتهطال المطر فيها أقل من 10 بوصة من الأمطار سنويا، في حين أن بعض المواقع الموجودة بين ديلينجهام وبيثيل متوسط أمطارها نحو 100 بوصة من الأمطار سنويا.
مناخ المناطق الداخلية من ألاسكا هو قطب شمالي ثانوي. بعض أعلى وأدنى درجات الحرارة في ألاسكا تحدث في أنحاء قريبة من منطقة فيربانكس. الصيف قد تصل درجات الحرارة فيه إلى 90 ° فهرنهايتية (الثلاثينات المنخفضة إلى الثلاثينات المتوسطة وفق المقياس السلسيوسي)، أما في الشتاء فيمكن أن تقل درجات الحرارة إلى -60 ° فهرنهايت (أي -52 درجة مئوية سلسيوسية). التهطال ضئيل في ألاسكا الداخلية، وكثيرا ما تكون أقل من 10 بوصات في السنة، ولكن مهما يهطل من أمطار في فصل الشتاء فتميل إلى البقاء في فصل الشتاء بأكمله.
أعلى وأدنى درجة حرارة سجلت في ألاسكا تم تسجيلها في المناطق الداخلية. فكان أعلاها 100 ° فهرنهايت (38 مئوية) في فورت يوكون (التي ليست سوى 13 كم داخل الدائرة القطبية) في 27 يونيو 1915، وتتعادل إذا مع باهالا في هاواي حيث أدنى درجات الحرارة العالية في الولايات المتحدة الأمريكية. وأدنى درجة حرارة سُجــِـلت رسميا في ألاسكا هي -80 ° (-62 درجة مئوية) في بروسبكت كريك يوم 23 يناير لعام 1971، وهذا التسجيل يفوق درجة واحدة على أدنى درجة حرارة سجلت في قارة أمريكا الشمالية (في مدينة سناج في منطقة يوكون في كندا).
المناخ في أقصى شمال ولاية ألاسكا هو قطبي شمالي (مقياس كوبين ET) وذلك مع فصول شتاء طويلة باردة جدا وفصول صيف قصيرة باردة. حتى في تموز / يوليو، كان متوسط درجة الحرارة المنخفضة في بارو 34 ° فهرنهايتية (1 درجة مئوية). هطول الأمطار خفيفٌ في هذا الجزء من ولاية ألاسكا، فالا لا يزيد متوسط التهطال في أماكن كثيرة ٍعن 10 بوصاتٍ في السنة، ومعظمها على شكل ثلج يبقى على الأرض تقريبا في كامل العام.

## التاريخ

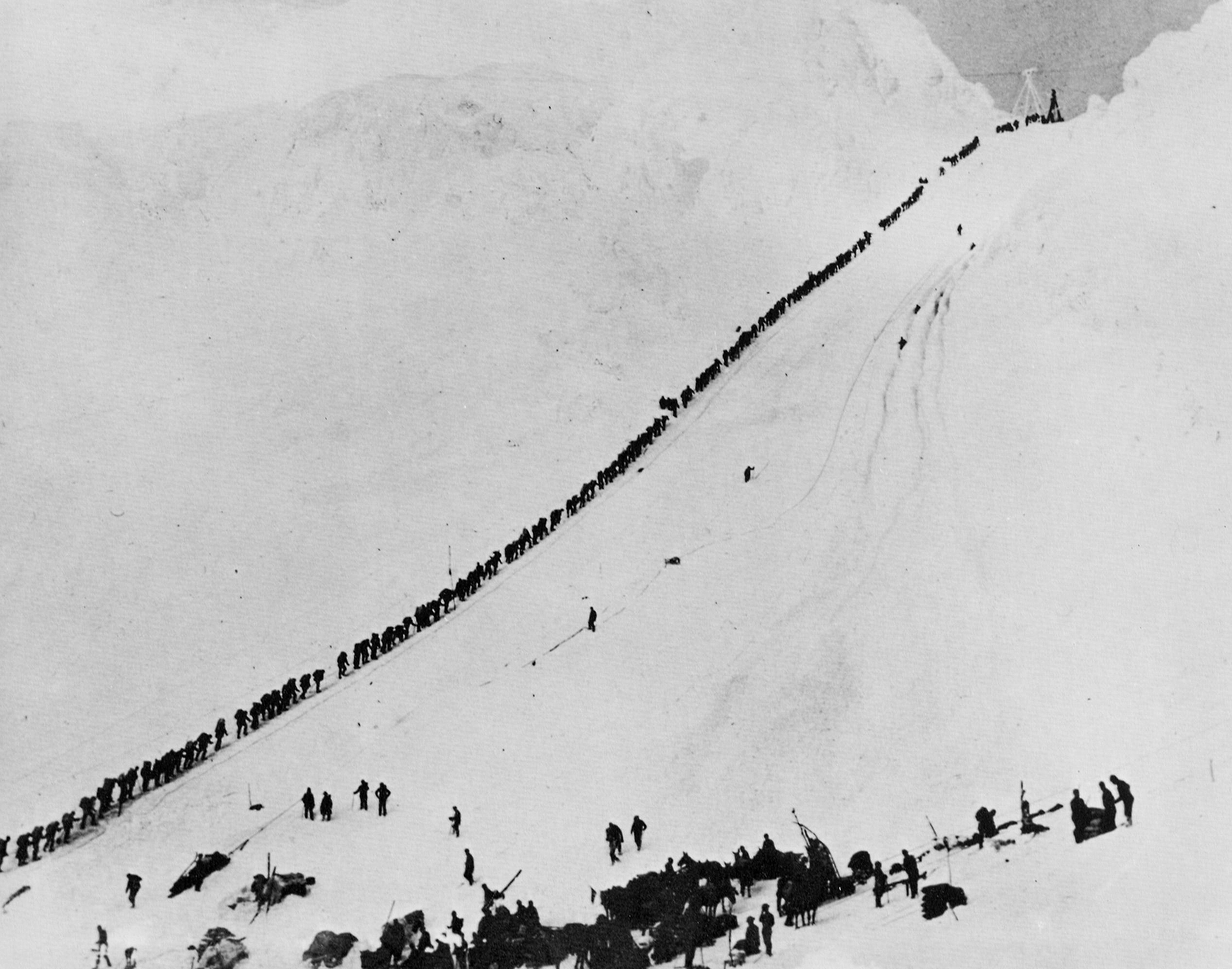
عمال المناجم والمنقبين يتسلقون Chilkoot تريل خلال Klondike الذهب راش

أول اتصال تم بين أوروبا وألاسكا حدث في عام 1741، عندما قاد فيتوس بيرنغ حملة للقوات البحرية الروسية على متن السفينة سانت بيتر. وبعد أن عاد الطاقم إلى روسيا وهم يحملون فراء قضاعة البحر (و الذي يعتبر أفضل أنواع الفراء في العالم) بدأت الجمعيات الصغيرة لتـُـجار الفراء في الإبحار من سواحل سيبيريا نحو جزر ألوشيان. تأسست أول مستوطنة أوروبية دائمة في عام 1784، ونفذت الشركة الروسية الأمريكية برنامجا استعماريا موسعا في أوائل إلى منتصف القرن الثامن عشر. كانت نيوأرشينجل على جزيرة كودياك أول عاصمة لألاسكا، ولكن مدينة سيتكا أصبحت عاصمة لقرن من الزمان في إطار حكم كلاً من روسيا والولايات المتحدة.لم يستعمر الروس ألاسكا أبدا ولم تكن المستعمرة مُربحة من الأصل.قام ويليام ه. سيوارد، وزير الخارجية الأمريكي، بالتفاوض على شراء ألاسكا في عام 1867 بسعر 7.2 مليون دولار. كان الجيش هو الذي يحكم ألاسكا لأعوام، وكان إقليماً غير رسمي للولايات المتحدة من عام 1884.
و في 1890، أدى وجود الذهب في ألاسكا ومنطقة يوكون القريبة بجلب الآلاف من عمال المناجم والمستوطنين إلى ألاسكا. ومُنحت ألاسكا وضعاً إقليمياً رسمياً عام 1912. وفي هذا الوقت تم نقل العاصمة إلى جانيو.
خلال الحرب العالمية الثانية، ركزت الحملة على ثلاثة جزر ألوشيانية خارجية وهي جزر أتو وأجاتو وكيسكا، والتي غزتها القوات اليابانية واحتلتها بين يونيو 1942 وأغسطس 1943. وأصبح ميناء أنألاسكا-داتش قاعدة هامة لسلاح الجو في الجيش الاميركي ولطاقم الغواصة البحرية الأمريكية.
تضمن برنامج الولايات المتحدة للإعارة والإجارة طيران مقاتلات حربية عن طريق كندا إلى فيربانكس ومن ثم منطقة نوم. واستولى الطيارون الروس على هذه الطائرات واستخدموها لمكافحة الغزو الألماني على روسيا. وساهم بناء القواعد العسكرية في زيادة عدد السكان في بعض مدن ألاسكا.
تمت الموافقة على قيام الولاية في عام 1958. وتم إعلان ألاسكا ولاية رسمية في 3 يناير 1959.
في عام 1964، أدى «زلزال الجمعة الحزينة» واسع النطاق إلى قتل 131 شخصا وتدمير عدد من القرى، وذلك نتاجا أساسياً لموجات المد المسماة «تسونامي». وهذا هو ثاني أقوى زلزال سجل في تاريخ العالم، مع حجم لحظي يعادل 9.2. وكان أقوى بمئة مرة من زلزال سان فرانسيسكو عام 1989. ولحسن الحظ، فإن مركز الزلزال كان في منطقة غير مأهولة بالسكان أو كان الزلزال قد قتل آلافاً آخرين.
أدى اكتشاف النفط في حقل برودو بأي عام 1968 والانتهاء من خط انابيب ترانس ألاسكا في عام 1977 إلى طفرة نفطية. في عام 1989، اصطدمت حاملة النفط «إكسون فالديز» بالشعب المرجانية في مضيق الأمير ويليام، مما أدى إلى سكب 11 مليون جالون أمريكي من النفط الخام على مدى أكثر من 1,100 ميل (1,600 كلم) من الخط الساحلي. واليوم، فإن المعركة دائرة بين فلسفات التنمية وفلسفات المحافظة، في إطار جدل في النقاش حول التنقيب عن النفط في المحمية الوطنية القطبية للحياة الفطرية.

## دراسات وإحصائيات سكانية
قدر مكتب التعداد بالولايات المتحدة، اعتبارا من 1 يوليو 2008، عدد سكان ألاسكا ب 686293 قاطن. وهو ما يمثل زيادة قدرها 59٬361، أو 9.5 في المائة، منذ آخر تعداد في عام 2000. ويشمل ذلك الزيادة الطبيعية منذ آخر تعداد لل60.994 شخص (أي ولادات تقدر ب86.062 ناقص وفيات تقدر ب 25.068)، ونظرا لانخفاض بسبب وجود صافي هجرة ل5.469 شخص إلى خارج الولاية. أدت الهجرة من خارج الولايات المتحدة إلى زيادة صافية قدرها 4,418 شخصا، والهجرة داخل البلد أنتجت نقصا صافيا يقدر ب 9.887 شخص. وفي عام 2000 وقعت ألاسكا في المرتبة الثامنة والأربعين من أصل الخمسين ولاية من حيث عدد السكان، سابقة بذلك تعداد ولايتي فيرمونت ووايومنغ (و واشنطن العاصمة). فهي إذا ولاية ذات كثافة سكانية ضئيلة، وهي واحدة من أكثر المناطق قليلة السكان في العالم، وذلك بوجود 1.0 شخص للميل المربع الواحد (0.42/km ²)، بينما الولاية التي تليها، وايومنغ، ففيها 5.1 أشخاص لكل ميل مربع الواحد (1.97 / كم ²). وهي أكبر الولايات المتحدة بحسب مساحة الأرض، كما أنها أغنى سادس ولاية (من حيث دخل الفرد).

### العرق والنسب
وفقا لتعداد الولايات المتحدة لعام 2000، كون الأمريكيون البيضُ 69.3 ٪ من سكان ألاسكا. بينما كون السود أو الأفارقة الاميركيون نسبة 3.5 ٪ من سكان ألاسكا. وبالإضافة إلى ذلك، هنود أمريكا هم أكبر مجموعات الأقليات في ألاسكا، ويكونون15.6 ٪ من سكان ألاسكا. ويكون الأمريكيون الآسيويون 4.0 ٪ من سكان ألاسكا. السكان التي أصولهم من جزر المحيط الهادئ يمثلون نسبة 0.5 ٪ من سكان ألاسكا. بعض الأفراد من الأعراق الأخرى يكونون 1.6 ٪ في حين أن الأفراد من عرقين أو أكثر يمثلون 5.4 ٪ من سكان الولاية. وبالإضافة إلى ذلك، فالسكان من أصل إسباني أو لاتيني يمثلون 4.1 ٪ من سكان ألاسكا.
و من حيث النسب، فالألمانيون الأمريكيون هم أكبر مجموعة عرقية في ألاسكا، حيث يمثلون 16.6 ٪ من سكان ألاسكا، وهم الجماعة العرقية الوحيدة في الولاية الذين يفوق عددهم المئة ألفا. يُكون الأيرلندية الاميركية 10.8 ٪ في حين أن سكان ألاسكا الإنجليزيون الأمريكيون يمثلون 9.6 ٪ من سكان الولاية. النرويجيون الأميركيون يمثلون 4.2 ٪ من سكان ألاسكا والفرنسيون الأميركيون 3.2 في المئة من سكان الولاية.
بناء على المسح الذي أجراه مكتب الإحصاءات الأمريكي لإحصاء الطوائف الأمريكية للفترة 2005-2007 فإن البيض الاميركيون يمثلون 68.5 ٪ من سكان ألاسكا. والسود أو الأمريكيون من أصل أفريقي يمثلون 3.8 ٪ من سكان ألاسكا. الهنود الحمر وسكان ألاسكا الأصليين يمثلون 13.4 ٪ من سكان ألاسكا؛ وهي ما زالت أكبر أقلية. الآسيويون الاميركيون يُـكونون 4.6 ٪ من سكان ألاسكا. والسكان من أصول في جزر المحيط الهادئ ما زالوا يمثلون 0.5 ٪ من سكان الولاية. بعض الأفراد من الأعراق الأخرى يكونون 1.9 ٪ من سكان ألاسكا بينما الأفراد الذين من عرقين أو أكثر يـُكونون 7.2 ٪ من سكان الولاية. والذين من أصل إسباني أو لاتيني هم 5.5 ٪ من سكان ألاسكا.

### اللغات

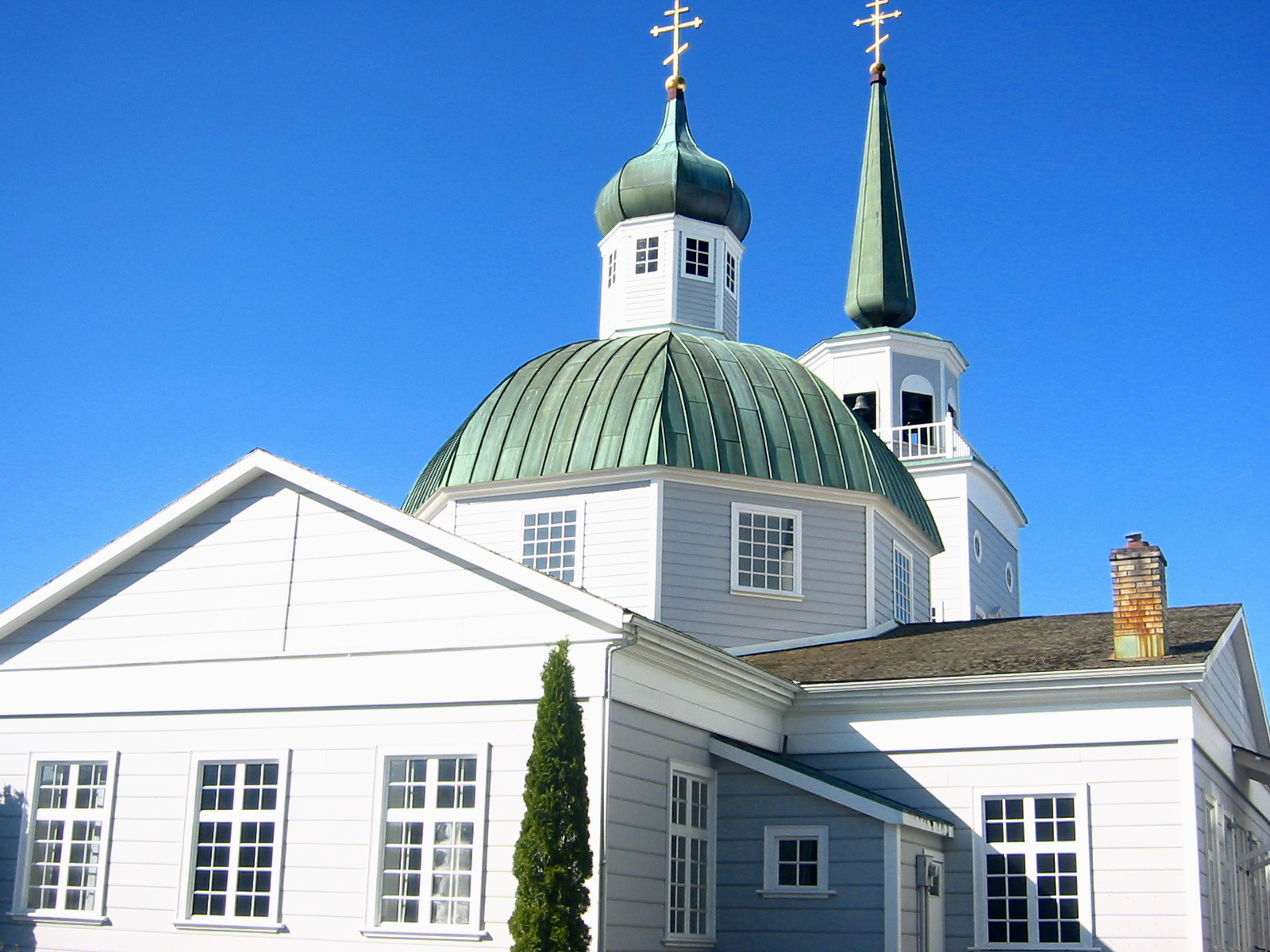
سانت مايكل في الكاتدرائية الأرثوذكسية الروسية Sitka، ألاسكا

وفقا لاستقصاء الطوائف الأمريكية 2005 -2007 فإن 84.7 ٪ من السكان فوق سن الخامسة يتكلمون الإنجليزية فقط في المنزل. وحوالي 3.5 ٪ يتحدثون الإسبانية في الداخل. وحوالي 2.2 ٪ يتكلمون لغة هندية أوروبية غير الإسبانية في المنازل، وحوالي 4.3 ٪ يتكلمون اللغة الآسيوية في المنزل. وحوالي 5.3 ٪ يتكلمون اللغات الأخرى.
ما مجموعه 5.2 ٪ من سكان ألاسكا يتحدثون واحدة من إثني وعشرين لغة أصلية في ألاسكا، والتي تعرف محليا باسم «اللغات المحلية». تنتمي هذه اللغات إلى أسرتي لغات رئيسيتين : اللغات الأسكيمو - أليوتية واللغات النا-ديني. ولأن ألاسكا وطن هاتين الأسرتين من اللغات الرئيسية في أمريكا الشمالية لذلك وصفت ألاسكا بأنها مفترق طرق للقارة، وأن ذلك يقدم دليلا أن استقرار أمريكا الشمالية كان قريبا عبر جسر بيرينغ البري.

### الدين
تم تحديد ألاسكا، إلى جانب الولايات شمال غرب المحيط الهادئ ولايتا واشنطون وأوريغون أنهم أقل الولايات تدينا في الولايات المتحدة  ووفقا للإحصاءات التي جمعتها رابطة محفوظات البيانات الدينية فلا يزيد أعضاء الطوائف الدينية عن حوالي 39 ٪ من سكان ألاسكا. فكان للبروتستانت الانجليكانيين 78070 عضوا، وللروم الكاثوليك 54359، ولعامة البروتستانت 37156. وبعد الكاثوليك والأرثوذكس الشرقيين، فإن أكبر الطوائف الدينية هي طائفة كنيسة يسوع المسيح لقديسي اليوم الأخير (المورمون / إل-دي-إس) فكان تعدادهم 29460. أما المعمدانيون الجنوبيون فكانوا 22959، بينما بلغ تعداد الأرثوذكس 20000. ويرجع العدد الكبير للسكان الأرثوذكس الشرقيون (و الذين يملكون 49 من الأبرشيات ويصل عدد أتباعهم إلى 50000) نتيجة للاستعمار الروسي المبكر والعمل التبشيري بين سكان ألاسكا الأصليين. أنشئت أول كنيسة أرثوذكسية روسية في كودياك في عام 1795. وساعد التزاوج مع سكان ألاسكا الأصليين المهاجرين الروس على الاندماج في المجتمع. ونتيجة لذلك، فإن المزيد والمزيد من الكنائس الأرثوذكسية الروسية  ترسخت داخل ألاسكا. وتملك ألاسكا أيضا أكبر تعداد للكويكر (بالنسبة المئوية) في أي ولاية أمريكية. في عام 2003 كان هناك 3000 من اليهود في ألاسكا (و الذين بإمكان إتباعهم لتقاليد الميتزافا بإثارة مشاكل خاصة). ويشارك هندوس ألاسكا أماكن الاحتفالات مع أفراد الطوائف الدينية الأخرى بما فيهم السيخ والجاينز.

## الاقتصاد

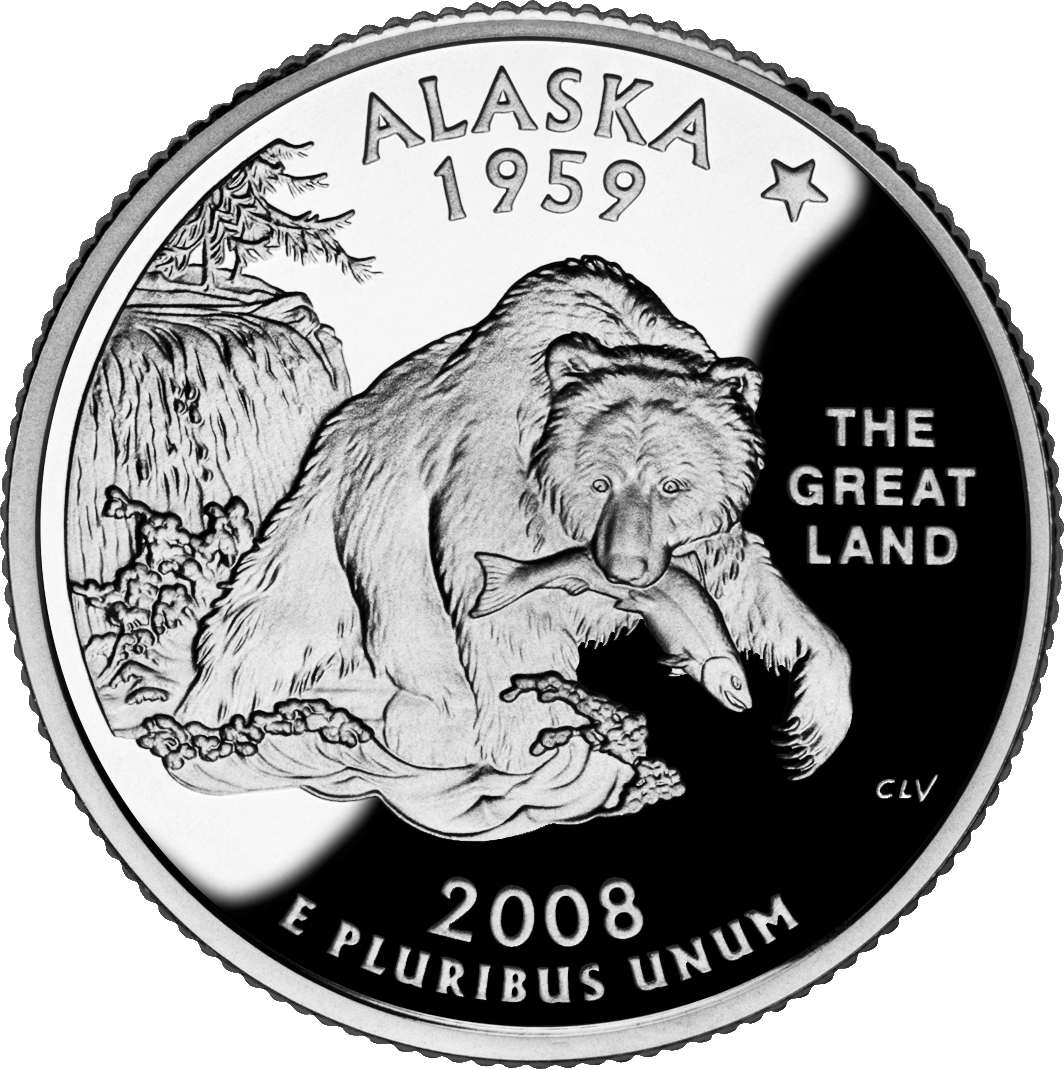
ألاسكا الدولة الحي

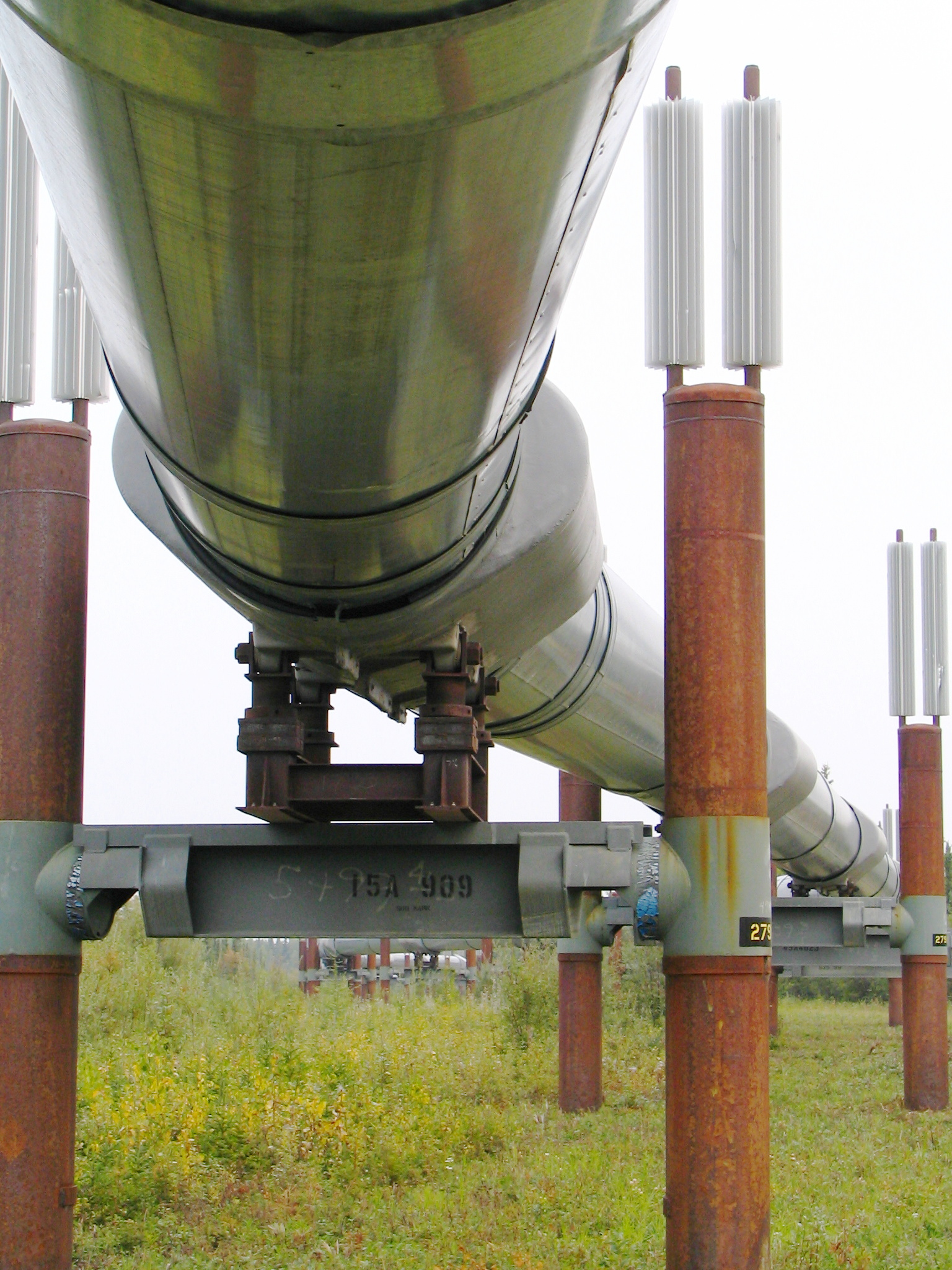
عبر خط أنابيب نقل النفط في ألاسكا، وألاسكا أهم الصادرات من المنحدر الشمالي لفالديز. هي ذات صلة أنابيب التدفئة في العمود يتصاعد.

ألاسكا في صفوف الخمس الأوائل في مصانع الجعة وطنيا للفرد الواحد. [96

بلغ الناتج الإجمالي للولاية في عام 2007 ما قيمته 44.9 مليار دولار، والخامس والأربعين على مستوى الدولة. وبلغ نصيب الفرد من الدخل الشخصي لعام 2007 $ 40042، وهو الخامس عشر على مستوى الدولة.تهيمن قطاعات النفط والغاز على الاقتصاد في ألاسكا، حيث أن أكثر من 80 ٪ من إيرادات الدولة تأتي من استخراج النفط. صادرات ألاسكا الرئيسية (باستثناء النفط والغاز الطبيعي) هي المأكولات البحرية، وفي مقدمتها سمك السلمون، سمك القد، والبولوك وسرطان البحر. لا تمثل الزراعة سوى جزء ضئيل من اقتصاد ألاسكا. فالإنتاج الزراعي هو أساسا للاستهلاك داخل الولاية، ويشمل مخزون الحضانة، ومنتجات الألبان والخضار والماشية. أما التصنيع فهو محدود فمعظم المواد الغذائية والسلع هي مستوردة من أماكن أخرى. يتم التوظيف في المقام الأول في قطاع الحكومة والصناعات مثل استخراج الموارد الطبيعية وقطاع النقل البحري والمواصلات. وتشكل القواعد العسكرية مكونا هاما للاقتصاد في كل من مدينة أنكوريج وفيربانكس. كما أن الإعانات الفيدرالية هي أيضا جزءٌ مهمٌ من الاقتصاد، وتسمح للولاية بالحفاظ على الضرائب المنخفضة. نواتج ألاسكا الصناعية هي النفط الخام والغاز الطبيعي والفحم والذهب والمعادن النفيسة والزنك وغيرها من مستخرجات التعدين، كمل تأتي نواتج صناعية من معالجة المنتجات البحرية، والخشب والمنتجات الخشبية. هناك أيضا تزايد في قطاعي الخدمات والسياحة. وقد ساهم السياح في الاقتصاد المحلي عن طريق دعم السكن المؤجر.

### الطاقة

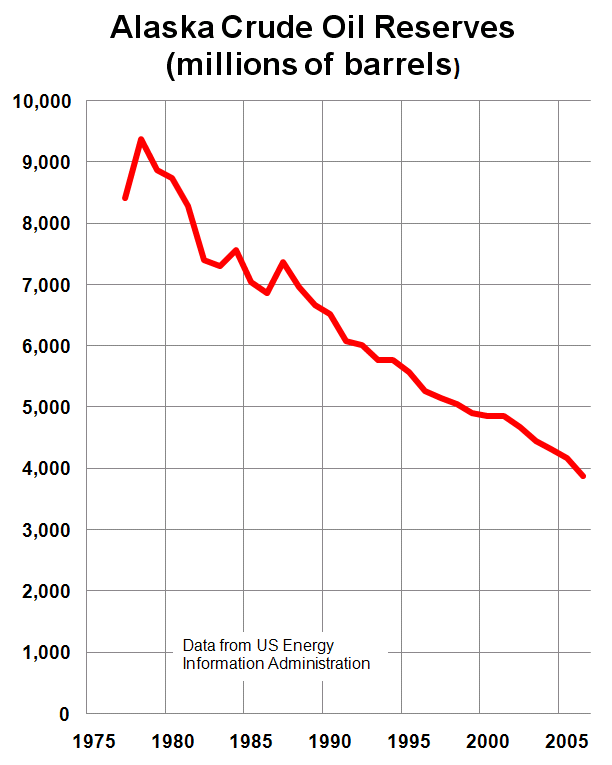
احتياطي النفط في ألاسكا وصلت إلى ذروتها في عام 1978 وانخفضت بعد ذلك 60 ٪

لدى ألاسكا الكثير من موارد الطاقة. فاحتياطيات النفط والغاز الرئيسية موجودة في منحدر ألاسكا الشمالي (ANS)، وأحواض منطقة فتحة كوك. ووفقا لإدارة معلومات الطاقة، فإن ألاسكا في المرتبة الثانية في البلاد في إنتاج النفط الخام. ويعد برودو بأي الكائن على منحدر ألاسكا الشمالي هو من أعلى حقول النفط في الولايات المتحدة الأمريكية وأمريكا الشمالية عائدا نفطيا، وعادة ما ينتج 40000 برميل يوميا (64000 متر مكعب في اليوم). يضخ حوالي 2.1 مليون برميل (330000 متر مكعب) من النفط الخام عبر خط انابيب «ترانس ألاسكا» يوميا، أي أكثر من أي خط انابيب للنفط الخام في الولايات المتحدة. بالإضافة إلى ذلك، فإن قدرا هائلا من رواسب الفحم موجود في أحواض فحم ألاسكا القارية وشبه القارية والليجنيتية. تقدر دائرة الولايات المتحدة للمسح الجيولوجي أن هناك 85.4 تريليون قدم مكعب من هيدرات الغاز الطبيعي غير المكتشف، والقابل للاستخراج من الناحية الفنية على المنحدر الشمالي في ألاسكا. كما تقدم ألاسكا بعض أعلى إمكانات الطاقة الكهرمائية في البلاد من العديد من الأنهار. ومناطق كبيرة من سواحل ألاسكا توفر احتمالات الاستفادة من طاقة الرياح والطاقة الحرارية الأرضية كذلك.

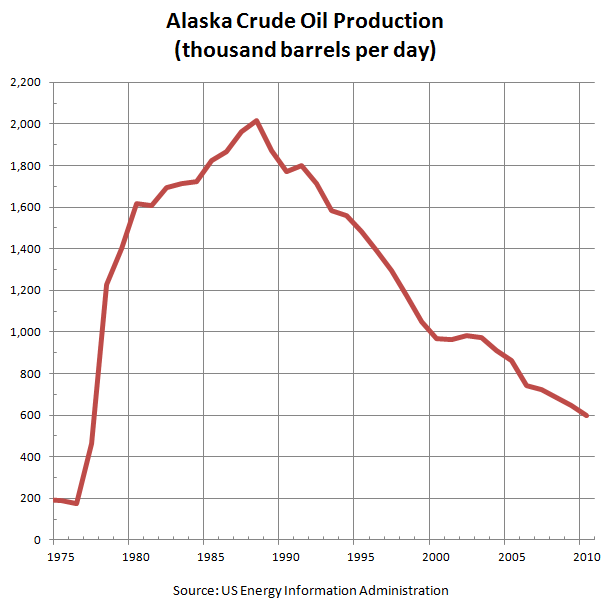
وصل إنتاج النفط في ألاسكا في عام 1988 ثم انخفض بنسبة 65 ٪

يعتمد اقتصاد ألاسكا اعتمادا كبيرا على الديزل الذي تتزايد تكلفته كوقود للتدفئة، والنقل، والطاقة الكهربائية والضوء. وعلى الرغم من وجود طاقة الرياح والطاقة الكهرمائية الوفيرة غير مستغلة، فإن المقترحات لإيجاد أنظمة طاقة على صعيد الولاية (مثلا بأجهزة كهربائية قليلة التكلفة المسماة interties) اعتبرت غير اقتصادية (في وقت التقرير، عام 2001) نتيجة لانخفاض أسعار الوقود (أقل من دولار 0.50/Gal)، وطول المسافات وضئالة عدد السكان. تكلفة جالون من الغاز في مناطق ألاسكا الحضرية اليوم عادة ما يكون قدرها أعلى بقيمة 0.30 - 0.60 دولار من المتوسط الوطني؛ والأسعار في المناطق الريفية بشكل عام هي أعلى بكثير ولكنها تتفاوت كثيرا تبعا لتكاليف النقل وذروات الاستخدام الموسمية، ومدى قرب البنية التحتية النفطية وعوامل أخرى كثيرة.
تقدم ألاسكا 1 / 5 (20 ٪) من إجمالي إنتاج النفط المحلي في الولايات المتحدة الأمريكية. ويقدم برودو بأي (أكبر حقل نفط في اميركا الشمالية) ما يمثل 8 ٪ من الولايات المتحدة لإنتاج النفط المحلي.

### صندوق الدعم الدائم
صندوق ألاسكا للدعم الدائم هو تخصيصٌ مقننٌ تشريعيا تم تأسيسه في عام 1976 لإدارة الفائض من العائدات النفطية والذي جاء بعد تشييد شبكة خطوط الأنابيب عبر ألاسكا المسماة «ترانس ألاسكا». بدأ الصندوق بأصل رئيسي قيمته 734000 $، والذي نما ليصل إلى 40 مليار دولار نتيجة لعائدات النفط وبرامج الاستثمارات الرأسمالية. وابتداء من عام 1982، بدأ دفع العوائد من نمو الصندوق السنوي إلى المستحقين من سكان ألاسكا. تراوحت العوائد بين 331.29 دولار في عام 1984 إلى 3269.00 دولار في عام 2008 (والتي تضمنت ولمرة واحدة 1200 دولار تحت بند «الخصم من الموارد»). يقوم المجلس التشريعي للولاية بأخذ 8 في المئة من أصل الأرباح كل عام، فيرجع 3 في المئة إلى الأصل الرئيسي لمنع التضخم، وتوزع 5 في المئة الباقية على جميع المستحقين من سكان ألاسكا. لاستحقاق عائد من صندوق ألاسكا الدائم يجب أن يكون الفرد قد عاش في الولاية لمدة لا تقل عن 12 شهرا، ومع المحافظة على الإقامة المستمرة.

### تكاليف المعيشة
طالما كانت تكلفة السلع في ألاسكا أعلى مما هي عليه في الولايات المتجاورة. وقد تغير هذا الوضع بنسبة كبيرة في مدينة «أنكوريج» وإلى حد أقل في فيربانكس، حيث أن تكاليف المعيشة قد انخفضت إلى حد ما في السنوات الخمس الماضية. يحصل موظفو الحكومة الاتحادية، وخاصة عمال دائرة بريد الولايات المتحدة (خدمة البريد الأميركية) والعسكريون في الخدمة، على بدل غلاء معيشة، الذي عادة ما تكون نسبته 25 ٪ من الأجر الأساسي لأن التكاليف المعيشية ما زالت من أعلى المعدلات في البلاد رغم أنخفاضها في الفترة الأخيرة.
و قد ساعد في خفض الأسعار استحداث ُ محلات التخزين كبيرة في أنكوريج وفيربانكس (كمحلات وول مارت في آذار / مارس 2004) وجانيو. ولكن مع ذلك، تعاني ألاسكا الريفية من شدة ارتفاع أسعار الغذاء والسلع الاستهلاكية، بالمقارنة مع بقية البلد نظرا لمحدودية البنية التحتية للنقل نسبيا. فكثير من سكان المناطق الريفية يأتون إلى هذه المدن لشراء الأغذية والسلع بالجملة من نوادي المخازن مثل كاستكو ونادى سام. وقد استخدم البعض عروض النقل المجاني لبعض تجار التجزئة على الإنترنت لشراء المواد بأسعار أرخص بكثير مما كان يمكن في مجتمعاتهم المحلية، هذا إذا كانت متاحة من الأصل.

### الزراعة
الزراعة في ألاسكا قليلة نسبيا بسبب المناخ الشمالي والتضاريس الحادة. ومعظم المزارع موجودة في وادي ماتانوسكا، وهو على مسافة 64 كم شمال شرق أنكوريج، أو على شبه جزيرة كيناي، والتي تبعد 97 كم جنوب غرب انكوريج. يحدُ موسم النمو القصير (100 يوم) من عدد المحاصيل التي يمكن زراعتها. ولكن أيام الصيف المشمسة تجعل مواسم الزراعة منتجة.المحاصيل الرئيسية هي البطاطا والجزر والخس، والكرنب. ويعرض المزارعون إنتاجهم في معرض ولاية ألاسكا. يستخدم فيه الشعار الزراعي«ألاسكا مزروعة».
لدى ألاسكا وفرة من الأغذية البحرية، ومصايد أسماكها في بحر بيرنغ وشمال المحيط الهادئ بالدرجة الأولى، والمأكولات البحرية من المواد الغذائية القليلة التي غالبا ما تكون أرخص داخل الولاية عن خارجها. فكثير من سكان ألاسكا يقومون باصطياد الأسماك من الأنهار خلال موسم السلمون، لجمع كميات كبيرة من الغذاء للكفاف المعيشي، أو للترويح أو للإثنين معا.
و نجد أن صيد الوعل والموس والغنم من أجل الرزق ما زال شائعا في الولاية، ولا سيما في المناطق النائية. مثال تقليدي للغذاء الوطني هو الأكوتاك، وهو بوظة الأسكيمو التي تتكون من دهون غزال الرنة وزيت الفقمة ولحم السمك المجفف والتوت المحلي.
معظم المواد الغذائية في ألاسكا تـٌنقل إلى الولاية من «الخارج»، ولذا فإن تكاليف الشحن وتقديم الغذاء تجعل الطعام في المدن باهظ التكلفة نسبيا. يعتبر الصيد من أجل الرزق وجمع الغذاء نشاطين أساسيين في المناطق الريفية، لأن استيراد الغذاء باهظ التكاليف بشكل «يحرم» الاستيراد. فتكلفة استيراد المواد الغذائية للقرى تبدأ 0.07 دولار لكل رطل ويرتفع بسرعة ل0.50 دولار أو أكثر لكل رطل غذاء. تكلفة توصيل غالون من الحليب يزن 7 أرطال يكلف نحو 3.50 دولار في العديد من القرى، حيث نصيب الفرد من الدخل يمكن أن يكون 20000 دولار أو أقل سنويا. وتكلفة الوقود لآلات الثلج والقوارب التي تستهلك غالونين من الوقود لكل ساعة يمكن أن تزيد على 8.00 دولار.

## النقل

### الطرق

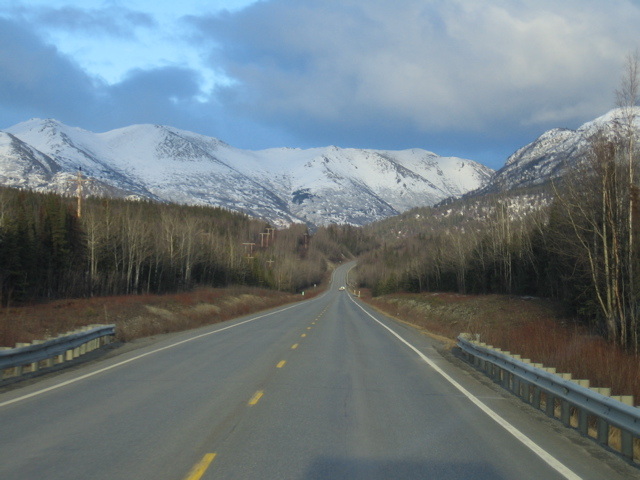
الاسترليني السريع.

لا تملك ألاسكا إلا القليل من الطرق الموصلة مقارنةً ببقية الولايات المتحدة. فشبكات الطرق تغطي مساحة صغيرة نسبيا من الولاية، وهي تربط وسط التجمعات السكانية بطريق ألاسكا السريع، وهو الطريق الرئيسي للخروج من الولاية عبر كندا. لا يمكن الوصول إلى عاصمة الولاية، جانيو، عن طريق البر، إلا بعبارة سيارات والذي أجج العديد من المناقشات على مدى عقود، عن نقل العاصمة إلى مدينة على شبكة الطرق، أو بناء طريق ٍ موصلٍ من هينز. ولا يملك الجزء الغربي من ولاية ألاسكا شبكة طرق تربط المجتمعات فيه مع بقية ألاسكا.
إحدى السمات الفريدة لنظام طريق ألاسكا السريع هو نفق أنطون أندرسون التذكاري، وهو خط السكة الحديد النشط الذي تم تحديثه مؤخرا ليوفر طريقا ممهدا يربط بين مجتمع ويتير على مضيق الأمير ويليام لطريق سيوارد السريع نحو 80 كم جنوب شرق أنكوريج. وبطول 4 كم كان النفق أطول نفق في أمريكا الشمالية حتى عام 2007. وهذا النفق هو أطول جامع بين طريقٍ ونفقٍ للسكة الحديدية في أمريكا الشمالية.

### السكك الحديدية

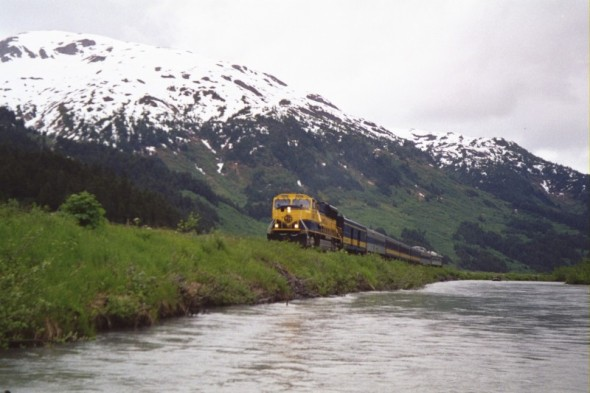
السكك الحديد في ألاسكا "الجليدى ديسكوفري" قطار

بنيت سكك حديد ألاسكا حول عام 1915 ولعبت دورا رئيسيا في تطوير ألاسكا خلال القرن العشرين. حيث وفرت الهياكل الأساسية لربط النقل البحري في شمال المحيط الهادئ مع المسارات التي تمتد من سيوارد إلى ألاسكا الداخلية مرورا إلى أنكوريج وإلكاتنا ووازيلا وتالكيتنا ودينالي وفيربانكس (بنتوءات موصلة لويتيير) وبالمر والقطب الشمالي. تعرف المدن والبلدات والقرى التي تخدمها سكك حديد ألاسكا بأنها جزء من «حزام الحديد» (Railbelt).في السنوات الأخيرة، أدى التحسن المستمر لنظام الطرق السريعة الممهدة إلى التقليل من أهمية السكك الحديدية بالنسبة لاقتصاد ألاسكا.
و السكك الحديدية، بالإضافة إلى شهرة ما تقدمه من جولة صيفية للركاب، تلعبُ دورا حيويا في التنمية في ألاسكا، حيث تقوم بالشحن إلى داخل ألاسكا ونقل الموارد الطبيعية جنوبا (مثل نقل الفحم من مناجم فحم أوزيبيلي والقريبة من هيلي إلى سيوارد، والحصى من وادي ماتانوسكا إلى أنكوريج).
السكة الحديدية في ألاسكا هي واحدة من آخر أنظمة السكك الحديدية في أمريكا الشمالية التي تستخدم عربة الفرملة (Caboose) في الخدمة النظامية، فما زالت تــُـستخدم هذه الغربات في بعض القطارات الناقلة للحصى. كما أن الهيئة مستمرة ٌفي تطبيق نظام التوقف عند تحميل أو إنزال الركاب فقط، وذلك على بعض الخطوط فيه، وهو من آخر السكك التي تستخدم هذا النظام في البلاد. يظل جزء من السكة الحديدية يتعذر الوصول إليه برا (طوله حوالي 100 كم) في منطقة شمال تالكيتنا، فيوفر القطار وسيلة المواصلات الوحيدة للبيوت الريفية والكبائن في هذه المنطقة، وحتى بناء طريق باركز السريع في السبعينيات كان القطار هو الوسيلة الوحيدة للوصول إلى المنطقة على مدى الخط كله.
في شمال جنوب ألاسكا، يمر ممر وايت وسكة حديد يوكون جزئيا من خلال الولاية، من سكاجواى شمالا إلى كندا (كولومبيا البريطانية، ومقاطعة يوكون) وذلك لعبور الحدود عند «قمة الممر الأبيض» (White Pass Summit). يـُــستخدم الخط الآن في الأغلب من قبل السياح، والذين يأتون غالبا على متن سفينة رحلات من سكاجواى. ظهر هذا الخط في مسلسل في عام 1983 لهيئة الإذاعة البريطانية اسمه «السكك الحديدية الصغيرة العظيمة».

### النقل البحري
لا تملك معظم المدن والبلدات والقرى في الولاية طريقا سريعا أو طريقة للوصول إليها برا؛ فتصبح وسائل الوصول الوحيدة عن طريق الجو أوالنهر أو البحر.
و نظام عبارات ألاسكا المتطور والمملوك للولاية (المعروف باسم طريق ألاسكا البحري) يخدم مدن الجنوب الشرقي، وساحل الخليج وشبه جزيرة ألاسكا. كما يوفر هذا النظام خدمة عبارات تقوم بالنقل من بيلينغهام في ولاية واشنطن إلى برنس روبرت في كولومبيا البريطانية في كندا عبر الممر الداخلي في سكاجواى. تقدم «سلطة العبارات بين الجزر» وصلة بحرية مهمة للعديد من المجتمعات في منطقة جزيرة أمير ويلز في الجنوب الشرقي، وتعمل هذه الهئة بالتنسيق مع هيئة طريق ألاسكا البحري.
بدأت السفن السياحية الكبيرة في السنوات الأخيرة بخلق سوق للسياحة الصيفية، وذلك لربطها شمال غرب المحيط الهادئ والجنوب الشرقي للولاية، وبدرجة أقل، ربط المدن الممتدة على ساحل الخليج الشمالي. فعدة مرات في كل صيف، يزيد تعداد سكان كيتشيكان زيادة حادة لبضع ساعات عندما تقوم سفينتان بالرسو وإنزال أكثر من ألف راكب في حين انتظار أربعة سفن أخرى الدور عند المرسى.

### النقل الجوي
المدن التي لا تـُـخدم برا ولا بحرا ولا من خلال الأنهار لا يمكن الوصول إليها إلا من خلال الجو أو سيرا على الأقدام أو من خلال المزالج أو آلات الثلج، وذلك أدى إلى تحسين الخدمة الجوية للوصول إلى المناطق النائية - مما أصبح إبداعا للولاية. تخدم العديد من شركات الطيران الكبرى مدينة أنكوريج نفسها، وإلى حد أقل مدينة فيربانكس، بسبب محدودية الوصول السريع، يمسي النقل الجوي الأكثر كفاءة للمواصلات داخل وخارج الولاية. استكملت مدينة أنكوريج مؤخرا إعادة تصميم مطار تيد ستيفنز أنكوراج الدولي على نطاق واسع للمساعدة على استيعاب الطفرة في السياحة (ففي الفترة 2000-2001، وهي آخر سنة تتوفر عنها بيانات، تم عد 2.4 مليون قادم إلى ألاسكا. منهم 1.7 مليون عن طريق النقل الجوي؛ ومن هؤلاء 1.4 مليون زائر).
من الصعب تقديم الرحلات المنتظمة والصالحة تجاريا إلى معظم القرى والمدن داخل الولاية، لذلك فالرحلات المنتظمة تعتمد بشكل كبير على الدعم من قبل الحكومة الاتحادية من خلال برنامج الخدمة الجوية الضرورية. ألاسكا ايرلاينز (الخطوط الجوية الألاسكية) هي الشركة الرئيسية الوحيدة التي تقدم خدمة السفر داخل الولاية بطائرة خدمة نفاثة (في بعض الأحيان على متن طائرات من طراز بوينغ 737 - 400 ناقلة البضائع والركاب معا) وذلك من مدينة أنكوريج وفيربانكس إلى المحاور الإقليمية مثل بيثيل، ونوم، وكوتزيبو وديلينجهام وكودياك، وغيرها من المجتمعات المحلية الكبيرة إضافة إلى المجتمعات الرئيسية القاطنة في جنوب شرق ألاسكا وشبه جزيرة ألاسكا. ومعظم ما تبقى من رحلات تجارية تأتي عروضه من شركات الطيران الصغيرة إقليمية مثل «إيرا أفياشن» و«بن إير» و«فرونتير فلاينج سيرفس».بينما تعتمد المدن والقرى الصغيرة على خدمات الطيران المجدولة أو المؤجرة باستخدام طائرات للطيران العام مثل طائرات سيسنا كارافان والتي هي أكثر الطائرات شعبية في الولاية. الكثير من هذه الخدمة يمكن إرجاعه إلى برنامج ألاسكا لالتفاف البريد والذي قام بدعم تسليم البريد بالجملة إلى مجتمعات ألاسكا الريفية.ويتطلب البرنامج أن يذهب 70 ٪ من الدعم إلى الناقلين الذين يقدمون خدمات لنقل الركاب. تمتلك كثير من المجتمعات خدمات طائرات الأجرة الصغيرة كخدمة هادسون آير وتاكسي كانتيشنا آير وتاكسي تالكيتنا آير. نبعت هذه العمليات من الطلب على النقل الخاص إلى المناطق النائية، ولكنها الآن توجه خدماتها إلى السياح بالدرجة الأولى.ولعل أكثر طائرات ألاسكا جوهرية هي طائرة الأدغال البحرية (Bush Seaplane). وتقع أكبر قاعدة لهذه الطائرات في منطقة ليكهود، بالقرب من مطار تيد ستيفنز أنكوراج الدولي، حيث تنطلق الرحلات إلى القرى النائية بلا مهبط للطائرات، حاملة الشحن والركاب والعديد من المواد من المحلات ونوادي المستودعات.لدى ألاسكا أكبر عدد من الطيارين لكل فرد من أي ولاية أخرى: فمما يقدر ب 663.661 من السكان، هناك 8,550 طيار، أي حوالي طيار من كل 78 شخص.

### وسائل النقل الأخرى
هناك وسيلة نقل أخرى في ألاسكا وهي المزلاج (الذي يجره كلاب).ففي العصور الحديثة (أي فيما بعد منتصف أواخر العشرينات) اعتبرت الزلاجة التي يجرها كلاب رياضة أكثر منها وسيلة للنقل.و تقام لها سباقات في مختلف نواحي الولاية، وأكثر تلك المسابقات شهرة سباق طريق إيديتارود للزلاجات الكلبية، وهو طريق طوله 1150 ميل (1850 كم) من مدينة أنكوريج إلى مدينة نوم (و بالرغم من تغير معيار الأميال من سنة إلى أخرى، تبقى المسافة الرسمية عند 1049 ميل).و يخلد السباق ذكرى هرولة سيرام (هرولة المصل) عام 1925 والذي انطلق فيه متزلجون وكلابٌ (كالكلبين توجو وبالتو) إلى مدينة نوم لإيصال دواء مهم إلى المجتمع المريض بالديفثيريا في نوم عندما فشلت كل وسائل النقل الأخرى. ويأتي المتزلجون من جميع أنحاء العالم إلى أنكوريج في شهر مارس للتنافس على المال والجوائز والسيط. و«سباق المصل» هو سباق مزالج آخر يتبع مسار 1925 بدقة أكبر، منطلقا من نينانا (جنوب غرب فيربانكس) إلى نوم.[30]
اعترف الرئيس دوايت ايزنهاور في سيرته الذاتية أنه قد دفع للاعتراف بألاسكا لدخول الاتحاد كولاية جزئيا لأنه أراد فوزا أمريكيا في عام 1959 في بطولة العالم للزلاجة، والذي عقد في فنلندا. فقد كان الزلاجون من الاتحاد السوفييتي يفوزون في السباقات السابقة.
في المناطق التي لا يخدمها طرق أو سكك حديدية فإن طريقة النقل الرئيسية في الصيف هي «المركبة لجميع الأراضي» أما في فصل الشتاء فتــُستخدم «آلة الثلج»، كما هو مشار إليها في ألاسكا.

## القانون والحكومة

### حكومة الولاية
شأنها شأن سائر الولايات الأمريكية، تـُـحكمُ ألاسكا بوصفها جمهورية لها فروع الحكومة الثلاثة : السلطة التنفيذية وتتألف من حاكم ولاية ألاسكا والضباط الدستوريون المنتخبين من جهة مستقلة. السلطة التشريعية تتكون من مجلس نواب ألاسكا ومجلس شيوخ ألاسكا ؛ والسلطة القضائية التي تتألف من المحكمة كوكو العليا في ولاية ألاسكا بالإضافة إلى محاكم أدنى.
توظف الحكومة ما يقارب 15000 موظف في أنحاء الولاية.
و تتألف السلطة التشريعية في ألاسكا من 40 عضوا في مجلس النواب و20 عضوا في مجلس الشيوخ. يخدم أعضاء مجلس الشيوخ لمدة أربعة سنوات، ويخدم أعضاء مجلس النواب لسنتين.كما يخدم حاكم ألاسكا لمدد من 4 سنوات. يُنتخب نائب الحاكم بصورة مستقلة في الانتخابات التمهيدية، ولكن المرشح لنائب الحاكم والمرشح لمنصب الحاكم ينتخبان معا على نفس البطاقة.
هناك أربعة مستويات لنظام محاكم ألاسكا: المحكمة العليا في ولاية ألاسكا، ومحكمة الاستئناف، والمحاكم العليا والمحاكم المحلية. تعد المحاكم العليا والمحلية محاكم قضائية.المحاكم العليا هي المحاكم ذات الولاية العامة، في حين أن المحاكم المحلية هي للاستماع إلى أنواع معينة من القضايا فقط، بما في ذلك قضايا الجنح وفي القضايا الجنائية والمدنية التي تصل قيمة الخصومة فيها إلى 100000 دولار. وتعد المحكمة العليا ومحكمة الاستئناف محاكم استئنافية.مطلوب من محكمة الاستئناف النظر في الطعون المقدمة في بعض قرارات المحاكم الأدنى، بما في ذلك ما يتعلق بالمحاكمات الجنائية، وجنوح الأحداث، والمثول أمام القضاء. تنظر المحكمة العليا في دعاوى الاستئناف المدنية وقد يتراءى لها النظر في استئنافات القضايا الجنائية.

### سياسة الولاية
على الرغم من دخول ألاسكا الاتحاد بميل ديمقراطي، فمنذ أوائل السبعينيات وتتسم ميولها بالجمهورية مع وجود اتجاهات تحررية قوية. فكثيرا ما عملت المجتمعات السياسية المحلية على قضايا ذات صلة باستخدام الأراضي وصيد الأسماك والسياحة والحقوق الفردية.كان سكان ألاسكا الأصليون ذوي نشاط في الشركات المحلية وذوي تنظيم داخل مجتمعاتهم وخارجها.وقد منحوا الملكية على مساحات كبيرة من الأراضي، والتي تحتاج إلى رعاية.
ألاسكا هي الولاية الوحيدة حيث امتلاك أونصة أو أقل من المارويجوانا في البيت متوافق مع قانون الولاية، مع وجود القوانين الفيدرالية التي ما زالت تحظر ذلك.
تملك الولاية حركة استقلال تؤيد التصويت لانفصال الولاية عن الاتحاد، وذلك مع حزب استقلال ألاسكا المصنف على أنه واحد من «أهم الأحزاب الثالثة العاملة على مستوى الولايات في القرن العشرين.» 
كان معظم حكام ألاسكا من المحافظين الجمهوريين، ولكن البعض لم يكن دائما ينتخبُ تحت الشعار الجمهوري الرسمي. فعلى سبيل المثال، انتخب الحاكم الجمهوري والي هيكل انتخب لمنصبه لفترة ولاية ثانية في عام 1990 بعد خروجه من الحزب الجمهوري وانضمامه إلى حزب استقلال ألاسكا لفترة بما يكفي لإعادة انتخابه. وبعد ذلك انضم رسميا للحزب الجمهوري مرة أخرى في عام 1994.

### الضرائب
تعتمد ألاسكا على العائدات النفطية والإعانات الإتحادية بالدرجة الأولى لتمويل العمليات الحكومية. وهذا يتيح لها الحصول على أدنى عبء ضريبي للفرد في الولايات المتحدة،  وبذلك فهي واحدة من خمسة ولايات فقط ليس فيها ضرائب على المبيعات، وواحدة من سبعة ولايات لا تأخذ ضريبة على الدخل، وإحدى ولايتين ليس فيها الإثنين. تقدم إدارة شعبة الإيرادات الضريبية  تقارير دورية عن مصادر ايرادات الولاية. وتقدم الإدارة استعراضا سنويا لعملياتها، بما في ذلك قوانين الولاية الجديدة التي تؤثر مباشرة في شعبة الضرائب.
في حين أن الولاية لا تفرض ضريبة للمبيعات، لكن 89 تجمع بلدي محلي يفرض ضريبة على المبيعات من 1 ٪ إلى 7.5 ٪، وعادة 3 ٪ إلى 5 ٪. أمثلة لبعض الضرائب الأخرى: ضرائب على الأسماك الطازجة، وعلى الفنادق والموتيلات ومساكن النوم والإفطار، والضرائب على الخمور والتبغ والقمار والضرائب على الاطارات وضرائب نقل الوقود. تقسم نسبة مئوية من الإيرادات المحصلة من ضرائب الولاية ومن رسوم التراخيص (مثل النفط ووقود الطيران، والهاتف التعاوني) مع البلديات في ألاسكا.
تشهد فيربانكس إحدى أعلى معدلات الضرائب العقارية في الدولة، حيث لا يتم تقييم ضرائب مبيعات أو ضرائب على الدخل في بنك قطاع فيربانكس نورثستار (FNSB). تم التصويت على ضريبة المبيعات لبنك FNSB عدة مرات، ولكن لم يتم الموافقة عليها بعد، مما أدى بواضعي القانون إلى زيادة الضرائب بشكل كبير على السلع الأخرى، مثل الخمور والتبغ.
في عام 2008 احتلت مؤسسة ضرائب ألاسكا المرتبة الرابعة في تصنيف الولايات الأكثر «ودية تجارية» في السياسات الضريبية. الولايات الأكثر «ودية» كانت: وايومنغ، نيفادا، وداكوتا الجنوبية.

### السياسة الاتحادية
| نتائج الانتخابات الرئاسية |                 |                 |
| العام                     | جمهوري          | ديمقراطي        |
| و في عام 2008.            | 59.49 ٪ 192.631 | 37.83 ٪ 122.485 |
| 2004                      | 61.07 ٪ 190.889 | 35.52 ٪ 111.025 |
| 2000                      | 58.62 ٪ 167.398 | 27.67 ٪ 79.004  |
| 1996                      | 50.80 ٪ 122.746 | 33.27 ٪ 80.380  |
| 1992                      | 39.46 ٪ 102,000 | 30.29 ٪ 78.294  |
| 1988                      | 59.59 ٪ 119.251 | 36.27 ٪ 72.584  |
| (1984).                   | 66.65 ٪ 138.377 | 29.87 ٪ 62.007  |
| 1980                      | 54.35 ٪ 86.112  | 26.41 ٪ 41.842  |
| 1976.                     | 57.90 ٪ 71.555  | 35.65 ٪ 44.058  |
| (1972).                   | 58.13 ٪ 55.349  | 34.62 ٪ 32,967  |
| 1968                      | 45.28 ٪ 37.600  | 42.65 ٪ 35.411  |
| 1964                      | 34.09 ٪ 22,930  | 65.91 ٪ 44.329  |
| 1960                      | 50.94 ٪ 30.953  | 49.06 ٪ 29.809  |

فاز المرشح الجمهوري للرئاسة في كل الانتخابات النخبوية التي أجريت في ألاسكا منذ تأسيس الولاية ما عدا سنة 1964.فلم تـُدل أي ولاية بأصوات ٍ أقل لصالح المرشحين الديمقراطيين كما ولاية ألاسكا.أيدت ألاسكا المرشح الديمقراطي ليندون جونسون في انهيار عام 1964 رغم أن الانتخابات الرئاسية في 1960 و1960 كانت متقاربة بين الفريقين. هزم الجمهوري جون ماكين الديمقراطي باراك اوباما في انتخابات ولاية ألاسكا لعام 2008، وذلك بمعدل 59.49 في المئة لجون ماكين مقابل 37.83 في المئة لباراك أوباما. وقد خاض ماكين الانتخابات مرشحا للرئاسة مع سارة بالين مرشحة لمنصب نائبة الرئيس، وكانت آنذاك حاكم ولاية ألاسكا وأول شخص من ألاسكا يُرشحُ على تذكرة الحزب الجمهوري الرئيسية.تعد معاقل الحزب الديمقراطي في ألاسكا هي: مناطق بوش النائية، ومدينة جانيو ومركز ووسط مدينة أنكوريج.أما معاقل الحزب الجمهوري فهي: مقاطعة ماتانوسكا- ساسيتنا، ومنطقة جنوب أنكوريج.ابتداء من عام 2004، اختار ما يزيد على نصف مجموع الناخبين المسجلين أن انتمائهم «غير حزبي» أو «غير معلن»،  على الرغم من المحاولات الأخيرة لإغلاق الانتخابات التمهيدية.
لأن سكانها ضئيل بالنسبة إلى غيرها من الولايات الأمريكية، فليس لألاسكا سوى عضو واحد في مجلس النواب الاميركي. ويشغل هذا المقعد الآن الجمهوري دون ينغ، والذي أعيد انتخابه للمرة التاسعة عشرة على التوالي في عام 2008.
و يوم 19 نوفمبر 2008، هزم عمدة أنكوريج الديموقراطي مارك بيجيك السناتور الجمهوري تيد ستيفنز بعد وقت طويل من ولاية الأخير. أدين ستيفنز في سبع تهم جنائية لعدم إبلاغه عن هدايا في نماذج الوضع المالي لمجلس الشيوخ وذلك قبل أسبوع من الانتخابات.و لكن الإدانة نقضت في أبريل 2009 بعد ظهور أدلة لسؤ سلوك الادعاء العام.
و شغل الجمهوري فرانك ميركاوسكي المقعد الآخر للولاية في مجلس الشيوخ.و لكنه بعد انتخابه حاكما في عام 2002، استقال من مجلس الشيوخ وعين ابنته ممثلة الولاية ليزا ميركاوسكي خلفا له. وردا على مبادرة اقتراع لاحقة، حاول المجلس التشريعي للولاية تعديل القانون للحد من طول التعيينات الحاكمية. فازت مدة ست سنوات كاملة في عام 2004. وفي عام 2006 هـُـزم فرانك ميركاوسكي في الانتخابات الجمهورية الأولية من قبل سارة بالين، والتي أصبحت مرشحة لمنصب نائب الرئيس في عام 2008.

## المدن والبلدات والأقاليم الإدارية

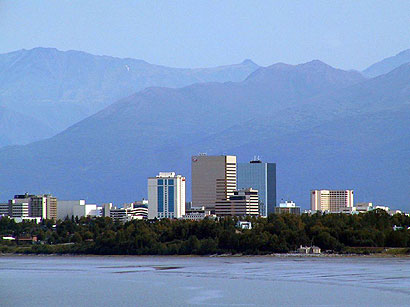
انكوراج، أكبر مدن ألاسكا

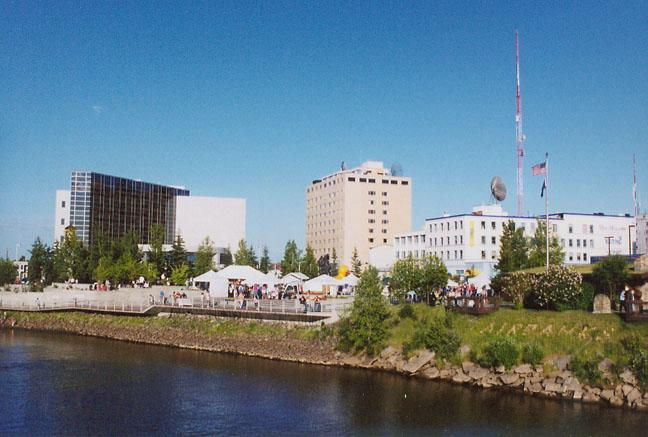
فيربانكس

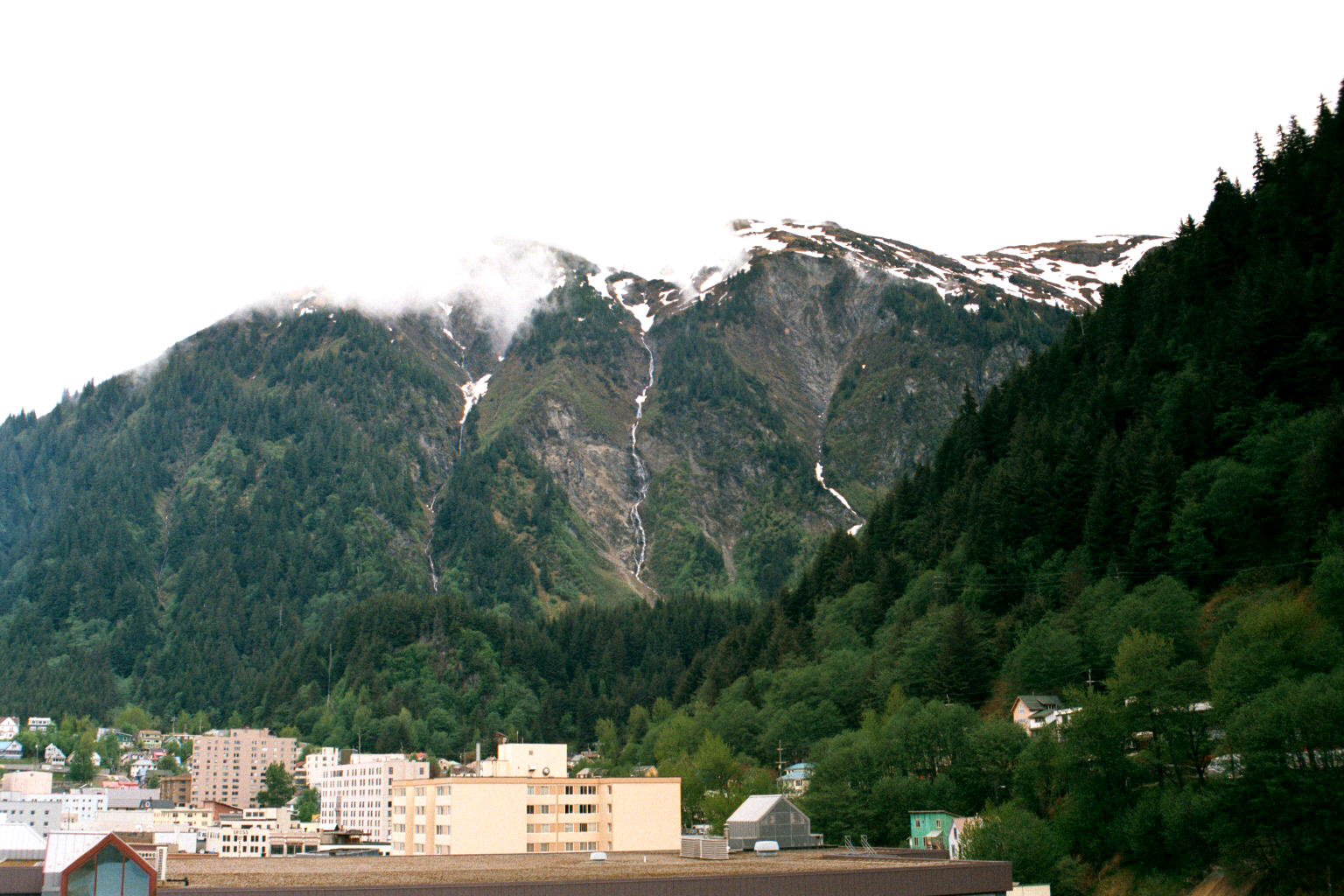
عاصمة ولاية ألاسكا جانيو

لا تنقسمُ ألاسكا إلى مقاطعاتٍ كما أغلبُ الولايات المتحدة، ولكنها مقسمةٌ إلى أقاليمَ إدارية. ففي ألاسكا 16 إقليما إداريا تحوي أكثرَ المناطق المأهولة بالسكان في الولاية. وتعمل هذه الأقاليمُ إلى حد ما على غرار المقاطعات في الولايات أخرى. ولكنها لا تُغطي كامل مساحة أرض الولاية (على عكس المقاطعات في الولايات الأخرى). يُشارُ إلى المناطق التي ليست جزءا من أي ٍمن الأقاليم بأنها من «الإقليم غير المنظم». لا يملك «الإقليم غير المنظم» حكومةً تلقائيةً، ولَكـِّـن مكتبَ الإحصاء الأميركي (بالتعاون مع الولاية) قَسَمَ «الإقليم غير المنظم» إلى 11 منطقة إحصائية لأغراض التحليل والعرض الإحصائي فقط. يُعدُ التسجيلُ الحي الآليةَ التي تستخدمها إدارةُ السجل العام في ألاسكا. فتــُـقسمُ الإدارةُ الولايةَ إلى 34 مقاطعةَ تسجيل ٍ تُدارُ مركزيا في إطار مُسجـِـل ِالولاية.و تَستخدمُ جميعُ مناطق التسجيل نفس معايير القبول وجدول الرسوم، وغيرها من المعايير لقبول الوثائق في السجلات العامة.
أكبرُ مدن الولاية من حيث التعداد السكاني هي مدينة أنكوريج التي كان يقطنها 289,600 نسمة في عام 2024، وتعَدُ مُدُنُ سيتكا وجانيو وأنكوريج أكبر ثلاثة مدن في الولايات المتحدة بحسب مساحة الأرض.
المدن التي يسكنها أكثر من 100,000 شخص
- مدينة أنكوريج

البلدات التي يسكنها من 10,000-100,000 شخص
- كوليدج
- فيربانكس
- جانيو (عاصمة الولاية)

البلدات التي يسكنها من 1,000-10,000 شخص
- كيتشيكان
- سيتكا
- وازيلا
- كيناي
- كودياك
- بالمر
- بيثل
- بارو
- أونالاسكا
- فالديز
- سولدوتنا
- هوميروس
- نوم
- بطرسبورغ
- رانجيل
- كوتزبيو
- سيوارد
- ديلينجهام
- قرطبة
- هينز
- القطب الشمالي
- خليج هوبر
- كريج
- هيوستن
- ميتلاكاتلا

البلدات الصغيرة
لدى ألاسكا الكثير من البلدات الصغيرة، وخاصةً في «بوش ألاسكا»، وهو الجزء من الولاية الذي يتعذرُ الوصولُ إليه برا.

## التعليم
يدير قسم ألاسكا للتربية والتعليم والتنمية المبكرة العديدَ من المدارس المحلية في ألاسكا. وبالإضافة إلى ذلك، تدير الولاية العديد من المدارس الداخلية بما فيها مدرسة جبل إيدجكامب الثانوية في سيتكا، ومركز نينانا للحياة الطلابية في نينانا، ومدرسة غالينا الثانوية في غالينا.
هناك أكثر من إثني عشر كلية وجامعة في ألاسكا. والجامعات المعتمدة في ألاسكا تشمل جامعة ألاسكا أنكوريج، وجامعة ألاسكا فيربانكس، جامعة جنوب شرق ألاسكا، وجامعة المحيط الهادئ الألسكية.
تعاني ألاسكا من مشكلة «هجرة العقول». فكثير من الشباب، بما في ذلك معظم من حقق أعلى التحصيل الأكاديمي، يتركون الولاية بعد التخرج من المدارس الثانوية، ولا يعودون بعد ذلك. وحاولت جامعة ألاسكا مكافحة ذلك من خلال تقديم منح جزئية لأربع سنوات دراسية لأعلى 10 ٪ من خريجي المدارس الثانوية في ألاسكا عبر برنامج علماء ألاسكا.

## الصحة العامة والسلامة العامة
عانى سكان ألاسكا من معاقرة وسوء استخدام الكحوليات. ولذلك فقد حظرت العديد من المجتمعات الريفية في ألاسكا استيرادها. وتتعلق هذه المشكلة مباشرة مع ارتفاع معدل متلازمة الكحول الجنينية، وكذلك المساهمة في ارتفاع معدل حالات الانتحار. ومعدلات الانتحار لسكان الريف أعلى من المعدلات في الحضر.
سوء المعاملة المنزلية وغيرها من جرائم العنف أيضا وصلت إلى مستويات مرتفعة في الولاية، وهذا في جزء منه مرتبط بسوء استخدام الكحول.

## الثقافة
إحدى مناسبات ألاسكا الشعبية السنوية سباق طريق إديتارود للزلاجة الكلبية والذي يبدأ في أنكوريج وينتهي في مدينة نوم، وبطولة العالم لفنون الثلج في فيربانكس، ومهرجان الطائر الطنان في كيتشيكان، واحتفال الحيتان في سيتكا، واحتفال جارنيت نهر ستيكين في رانجيل. ويظهر في نهر ستيكين أكبر تركيز للنسور الأمريكيا الصلعاء في موسم الربيع في العالم.
يحتفل مركز ألاسكا للتراث الشعبي بالتراث الغني لإحدى عشرة من المجموعات الثقافية في ألاسكا. والغرض منها هو تعزيز احترام الذات عند هذه المجموعات، وتشجيع التبادل الثقافي بين جميع الثقافات. تعزز مؤسسة ألاسكا للفنون المحلية وتسوق الفنون المحلية في جميع المناطق والثقافات في الولاية، سواء على شبكة الإنترنت ؛ أو في معرضها في انكوراج، وعنوانه 500 شارع غرب السادسة، وفي بيت ألاسكا نيويورك، 109 شارع ميرسر في سوهو.
يقوم سكان ألاسكا الأصليين - الإنويت، وطبالو الأنيبياك واليوبيك - بتقديم عروض غير رسمية في بهو مركز ألاسكا الطبي المحلي في أنكوريج طوال ليالي الأسبوع.

### المكتبات
هناك أربعة مكتبات رئيسية في الولاية: مكتبة ولاية ألاسكا جانيو، ومكتبة إلمار راسموسين في فيربانكس ومكتبة لوساك في أنكوريج ومكتبة الكونسورتيام في أنكوريج. ألاسكا هي واحدة من ثلاثة ولايات (مع ولايتي ديليوير ورود ايلاند) التي ليس لديها مكتبة من مكتبات كارنيجي.

### الموسيقى
تأثرت الموسيقى في ألاسكا بالموسيقى التقليدية للسكان الأصليين كما بالموسيقى الفولكلورية التي جاء بها المهاجرون اللاحقون من روسيا وأوروبا. يشمل الموسيقيون البارزون في ألاسكا: المطرب جويل، وعازفة الفلوت الأليوتية التقليدية ماري يونجبلاد، والمغني وكاتب الأغاني الفولكلوري ليبي رودريك، وفرقة الميتال كريزي فيستس وفرقة باميوا.
هناك العديد من المهرجانات الموسيقية التي أنشئت في ألاسكا، بما في ذلك مهرجان ألاسكا الشعبي، ومهرجان الفنون الصيفي في فيربانكس ومهرجان أنكوريج الشعبي، ومهرجان أثاباسكان القديم، ومهرجان سيتكا للجاز، ومهرجان الموسيقي الصيفي في سيتكا. وأبرز السمفونيات في ألاسكا هي أوركسترا أنكوريج السيمفونية، على الرغم من التواجد الملحوظ لفرقتي فيربانكس السيمفونية وجانيو السيمفونية. تعتبر أوبرا أنكوريج شركة الأوبرا الوحيدة المحترفة في الولاية، برغم وجود العديد من المتطوعين والمنظمات شبه المهنية في الولاية.
النشيد الرسمي لولاية ألاسكا هو «علم ألاسكا»، والذي اعتـُـمدَ في عام 1955 ويحتفي بعلم ألاسكا.

### الأفلام التي صورت في ألاسكا
أول فيلم صور في ألاسكا كان في أعوام الأفلام الصامتة.فصدر فيلم «شيشاكوس» في عام 1924 من قبل شركة ألاسكا للصور المتحركة وكان هذا هو الفيلم الوحيد للشركة.
من أبرز الأفلام التي صورت في ألاسكا هو فيلم شركة MGM الكلاسيكي الحاصل على جائزة الأوسكار «أسكيمو / مالا الرائعة» بطولة الممثل الألسكي راي مالا. بدأت رحلة في عام 1932 من ستوديوهات MGM في هوليود إلى ألاسكا لتصوير ما سمي «أكبر فيلم تم إنتاجه». لدى وصولهم إلى ولاية ألاسكا، أقام المنتجون «كامب هوليوود» في شمال غرب ولاية ألاسكا، وهو المعسكر الذي عاشوا فيه خلال فترة التصوير. لم يأل لويس ماير أي جهد لتوفير جميع احتياجاتهم خلال إقامتهم - حتى أنه أرسل معهم الطاهي الشهير من فندق روزفيلت (في جادة هوليوود) والذي كان موقع أول احتفال بالأوسكار. عندما عرض فيلم أسكيمو لأول مرة في مسرح أستور الشهير في تايمز سكوير في نيويورك، تلقى الاستوديو أكبر قدر من ردود الفعل في تاريخ الاستوديو حتى ذلك الوقت. حصل أسكيمو على مدح هائل من النقاد، وفي أطلق في جميع أنحاء العالم ؛ وأصبح بذلك بطلة راي نجما سينمائيا عالميا.أسكيمو مهم من أجل ما يلي : الفوز بأول أوسكار لأفضل تحرير فيلم وذلك لتخليده ثقافة الإنوبيات على فيلم، وكونه أول فيلم تم تصويره باللغة الأم (انوبياك).
تم تصوير فيلم الإثارة «الأرق»، بطولة آل باتشينو وروبن ويليامز في كندا ولكن أحداث قصته جُعلت في ألاسكا.و فيلم الرعب 30 يوما من الليل تدور قصته في بارو في ألاسكا ولكن تم تصويره في نيوزيلندا. فمعظم الأفلام والبرامج التلفزيونية التي قصتها في ألاسكا لا تصور هناك، فعلى سبيل المثال، التعرض الشمالي (Northern Exposure) والذي تدور قصته في المدينة الوهمية سيسيلي في ألاسكا، تم تصويره في الواقع في روزلين في واشنطن.
صور فيلم ديزني (Never Cry Wolf)و لو جزئيا في ألاسكا.و فيلم عام 1991 «وايت فانغ»، بطولة إيثان هوك، تم تصويره حول وداخل مدينة هينز في ألاسكا. وصور فيلم جون سايلس لعام 1999 «ليمبو» في جانيو وهو بطولة ديفيد ستراثيرن وماري إليزابيث ماسترانطونيو وكريس كريستوفيرسون.
أخرج شون بن فيلم «إلى داخل البرية» عام 2007 وكانت قصته وتصويره جزئيا في ألاسكا. الفيلم، الذي يستند إلى رواية تحمل نفس الاسم، يتابع مغامرات كريستوفر مكيندليس، الذي توفي في حافلة مهجورة نائية في ألاسكا في عام 1992.
وهناك فيلم الكوميديا إلى الشمال نحو ألاسكا (بالإنجليزية: North to Alaska) من بطولة جون وين والذي صور في بوينت موغو، كاليفورنيا، وقد غنى جوني هورتون أغنية الفيلم بنفس العنوان والتي احتلت صدارة قائمة أغاني الريف في تلك الفترة لخمسة أسابيع (وكانت أغنية أخرى له قد احتلت الصدارة في السنة السابقة وتدعى عندما يحل الربيع في ألاسكا (تصبح الحرارة 40 تحت الصفر) (بالإنجليزية: When It's Springtime in Alaska (It's Forty Below)))
و أخذت لقطات كثيرة من فيلم (The proposal) من بطولة سانرا بولوك في مدينة سيتكا (Sitka) عام 2009.

## رموز الولاية
- شعار الولاية : شمالا إلى المستقبل
- الكنى والألقاب : «آخر الحدود» أو «أرض شمس منتصف الليل» أو «ثلاجة سيوارد».
- طير الولاية : طائر الترمجان الصفصاف، الذي اتخذه المجلس التشريعي في الإقليم رمزا في 1955. وهو طير صغير (15-17 بوصة) يعيش في القطب الشمالي بين الصفصاف والتربة الثلجية والماسكيج.ريشه بني في الصيف، وأبيض في فصل الشتاء. وهو شائع في الكثير من مناطق ولاية ألاسكا.
- سمكة الولاية : الملك سالمون، الذي اعتمد عام 1962.
- زهرة الولاية : نبات «لا تنسني» البري / الوطني، الذي اتخذه المجلس التشريعي في الإقليم في عام 1917.[52] وهو موجود في جميع أنحاء ألاسكا من هايدر إلى ساحل القطب الشمالي ومن الغرب إلى الألوشيان.
- أحفورة الولاية : الماموث الصوفي، الذي اعتمد عام 1986.
- جوهرة الولاية : اليشم، الذي اعتمد عام 1968.
- حشرة الولاية : اليعسوب، الذي اعتمد عام 1995.
- الحيوان الثديي للولاية : موس، التي اعتمدت عام 1998.
- الثدييات البحرية للولاية: حوت بوهيد، الذي اعتمد عام 1983.
- معدن الولاية: الذهب، الذي اعتمد عام 1968.
- أغنية الولاية: «علم ألاسكا»
- رياضة الولاية : التزلج الكلبي، الذي اعتمد عام 1972.
- شجرة الولاية : تنوبة سيتكا، التي اعتمدت عام 1962.
- تربة الولاية: ايستيل، وتاريخ الاعتماد مجهول.

## أعيان الولاية
- فرقة (36 Crazyfists): فرقة ميتال من أنكوريج.
- المؤلف مارتي بيكيرمان.[53]
- الممثلة إيرين بيدارد.
- توم بوديت، المؤلف والممثل الصوتي.
- كارلوس بوزر : لاعب كرة سلة محترف.
- سوزان بوتشر: سائقة زلاجة كلاب، فازت بمسابقة إديتارود أربع مرات.
- كريغ كامبل، نائب الحاكم الحالي لألاسكا.
- ماريو تشالمرز: لاعب كرة سلة محترف.
- مات كارل: لاعب هوكي جليدي محترف.
- تشاد كاربنتر: رسام الكاريكاتير الذي أبدع كاريكاتير «توندرا».
- دارين كوليدج: لاعب كرة قدم محترف في فريق جرين بأي باكرز.
- تاي كونكلين: لاعب هوكي جليدي محترف.
- براندون دوبينسيكي: لاعب هوكي جليدي محترف.
- إريك إلينجتون: زلاج محترف.
- سكوت جوميز: لاعب هوكي جليدي محترف.
- مايك جرافيل: سيناتور أميركي سابق.
- إرنست جرونيج: سيناتور أميركي سابق، صحفي.
- والتر هيكل: الحاكم السابق لمرتين ووزير الداخلية في عهد الرئيس ريتشارد نيكسون.
- المغني وكاتب الأغاني جويل.
- تراجان لانغدون : لاعب كرة سلة محترف.
- سيدني لورانس : راسمة مناظر طبيعية.
- راي مالا: ممثل.
- لانس ماكي: الفائز بسباق يوكون للزلاجة الكلبية أربعة مرات، وإيديتارود ثلاثة مرات.
- هولي ماديسون: موديل وشخصية تلفزيونية.
- كيلي مانيميكر: مغنية.
- سارة بالين المرشح الجمهوري لمنصب نائب الرئيس 2008، والحاكم السابق لألاسكا.
- شون بارنل: النائب السابق لحاكم ولاية ألاسكا، والحاكم الحالي لألاسكا.
- اليزابيث بيراتروفيك: ناشطة حقوق مدنية.
- شون راش: لاعب بولنج محترف.
- ليبي ريدلز: سائقة زلاجة كلبية، وهي أول امرأة تفوز في سباق إديتارود.
- كورت شيلينغ: لاعب بيسبول محترف.
- دون سيمبسون: منتج أفلام معروف.
- صوبي سميث: فنان نصب وعضو عصابات.
- نيت طومسون: لاعب هوكي جليدي محترف.
- خليو توماس : ممثل / مغني الراب.
- بول فاريلانز: مقاتل في UFC.
- هانا وايت: متسابقة في برنامج تليفزيوني لعارضات الأزياء.
- السيد وايتكيز: كاتب وموسيقار، معلق، وكوميدي ساخر.
- ديف وليامز: لاعب بيسبول محترف.

## وصلات خارجية
حكومة الولاية
- موقع ولاية ألاسكا على الإنترنت

الحكومة الأمريكية
- بيانات البيئة والطاقة لولاية ألاسكا

روابط أخرى
- أرشيف ألاسكا الرقمي
- ألاسكا على مشروع الدليل المفتوح
- شراء ألاسكا